# Список наград и номинаций фильма «Оппенгеймер»
«О́ппенгеймер» (англ. Oppenheimer) — американский полнометражный эпический биографический триллер 2023 года, основанный на документальной книге Кая Бёрда и Мартина Шервина «Оппенгеймер. Триумф и трагедия Американского Прометея» (2004). Фильм был снят компаниями Syncopy Films и Atlas Entertainment и распространён студией Universal Pictures. Режиссёром и сценаристом выступил Кристофер Нолан. Главную роль в фильме исполняет Киллиан Мерфи, в ролях второго плана — Эмили Блант, Мэтт Деймон, Роберт Дауни-младший, Флоренс Пью, Джош Хартнетт, Дэвид Крамхолц, Бен Сафди, Том Конти, Кеннет Брана, Рами Малек, Кейси Аффлек, Тони Голдуин, Мэйкон Блэр и другие. Сюжет фильма рассказывает о жизни американского учёного Роберта Оппенгеймера и о создании им первой атомной бомбы.
Мировая премьера фильма «Оппенгеймер» состоялась 11 июля 2023 года в парижском кинотеатре «Гран-Рекс», а 13 июля компания Universal Pictures выпустила фильм в Великобритании и 17 июля в США. Бюджет фильма составил 100 млн долларов США, при этом фильм собрал $ 976,9 млн по всему миру, заняв 3-е место среди самых кассовых фильмов 2023 года и став самым кассовым биографическим фильмом всех времен, самой кассовой картиной, посвящённой Второй мировой войне и третьей самой кассовой лентой всех времен с рейтингом «R» после триллера «Джокер» (2019) и супергеройского фильма «Дэдпул и Росомаха» (2024). «Оппенгеймер» получил преимущественно высокие оценки у критиков. На сайте-агрегаторе рецензий Rotten Tomatoes фильм получил рейтинг одобрения 93 % на основе 509 отзывов со средней оценкой 8,6/10. Сайт-агрегатор Metacritic присвоил картине 90 баллов из 100, на основе 69 отзывов, что соответствует статусу «всеобщее признание». Согласно CinemaScore, зрители дали ей общую оценку «A» по шкале от «A+» до «F».
Фильм, его режиссёр и актёры были удостоены множества наград и номинаций. На 96-й церемонии вручения премии «Оскар», фильм победил в семи номинациях, включая «Лучший фильм», «Лучшая режиссура» и «Лучшая мужская роль», причём для режиссёра Кристофера Нолана, данный фильм получил больше всего номинаций за всю его карьеру — тринадцать. Фильм победил в восьми номинациях на 29-й церемонии вручения премии «Выбор критиков» и пяти номинациях на 81-й церемонии вручения премии «Золотой глобус», а также получил множество других наград. К тому же, Национальный совет кинокритиков США и Американский институт киноискусства включили данный фильм в топ-10 лучших фильмов года.

## Награды и номинации
| Награда                                                     | Дата церемонии вручения | Категория | Получатель(-и) | Результат           | Прим.           |
| ----------------------------------------------------------- | ----------------------- | --- | --- | ------------------- | --------------- |
| «Золотой трейлер»                                           | 29 июня 2023            | «Лучший драматический фильм»                                                                                   | «Secrets» (Trailer Park, Inc.) | Победа              | [ 40 ] [ 41 ]   |
| «Золотой трейлер»                                           | 29 июня 2023            | «Лучшие трейлеры блокбастеров лета 2023 года»                                                                  | «Secrets» (Trailer Park, Inc.) | Победа              | [ 40 ] [ 41 ]   |
| «Золотой трейлер»                                           | 29 июня 2023            | «Лучший монтаж звука»                                                                                          | «Secrets» (Trailer Park, Inc.) | Победа              | [ 40 ] [ 41 ]   |
| «Золотой трейлер»                                           | 29 июня 2023            | «Лучший триллер»                                                                                               | «Lightmaker» (Inside Job) | Номинация           | [ 40 ] [ 41 ]   |
| «Золотой трейлер»                                           | 29 июня 2023            | «Лучший драматический ТВ-ролик (для художественного фильма)»                                                   | «Charge» (Inside Job) | Номинация           | [ 40 ] [ 41 ]   |
| «Золотой трейлер»                                           | 29 июня 2023            | «Лучший телевизионный ролик триллера (для художественного фильма)»                                             | «Charge» (Inside Job) | Номинация           | [ 40 ] [ 41 ]   |
| «Золотой трейлер»                                           | 29 июня 2023            | «Лучший монтаж звука в телевизионном ролике (для художественного фильма)»                                      | «Charge» (Inside Job) | Номинация           | [ 40 ] [ 41 ]   |
| Премия Ассоциации голливудских критиков в середине сезона   | 30 июня 2023            | «Самый ожидаемый фильм»                                                                                        | «Оппенгеймер» | Второе место        | [ 42 ]          |
| Премия Международного кинофестиваля Heartland               | 21 июля 2023            | Премия «Поистине движущаяся картина»                                                                           | «Оппенгеймер» | Победа              | [ 43 ]          |
| Фестиваль колледжа искусств и дизайна Саванны               | 22 октября 2023         | Премия «Variety» за творческое влияние в кинематографе                                                         | Хойте Ван Хойтема | Победа              | [ 44 ]          |
| Награды профессиональной ассоциации Голливуда               | 9 ноября 2023           | «Выдающаяся цветокоррекция в художественном фильме»                                                            | Костас Теодосиу и Кристен Циммерман (FotoKem) | Победа              | [ 45 ]          |
| Награды профессиональной ассоциации Голливуда               | 9 ноября 2023           | «Выдающийся монтаж в художественном фильме»                                                                    | Дженнифер Лейм | Победа              | [ 45 ]          |
| Награда Федерации американских учёных                       | 15 ноября 2023          | «Премия за вклад в развитие культуры»                                                                          | Кристофер Нолан | Победа              | [ 46 ]          |
| Hollywood Music in Media Awards                             | 15 ноября 2023          | «Лучшая оригинальная музыка в художественном фильме»                                                           | Людвиг Йоранссон | Номинация           | [ 47 ]          |
| Rolling Stone UK Awards                                     | 23 ноября 2023          | Кинонаграда | Кристофер Нолан | Номинация           | [ 48 ] [ 49 ]   |
| Rolling Stone UK Awards                                     | 23 ноября 2023          | Кинонаграда | Киллиан Мерфи | Номинация           | [ 48 ] [ 49 ]   |
| Награда сообщества кинокритиков Нью-Йорка                   | 30 ноября 2023          | «Лучшая режиссура»                                                                                             | Кристофер Нолан | Победа              | [ 50 ]          |
| Награда сообщества кинокритиков Нью-Йорка                   | 30 ноября 2023          | «Лучшая операторская работа»                                                                                   | Хойте Ван Хойтема | Победа              | [ 50 ]          |
| Ассоциация кинокритиков Атланты                             | 4 декабря 2023          | «Лучший фильм»                                                                                                 | «Оппенгеймер» | Победа              | [ 51 ]          |
| Ассоциация кинокритиков Атланты                             | 4 декабря 2023          | «Лучший актёрский ансамбль»                                                                                    | «Оппенгеймер» | Победа              | [ 51 ]          |
| Ассоциация кинокритиков Атланты                             | 4 декабря 2023          | «Лучшая режиссура»                                                                                             | Кристофер Нолан | Победа              | [ 51 ]          |
| Ассоциация кинокритиков Атланты                             | 4 декабря 2023          | «Лучший сценарий»                                                                                              | Кристофер Нолан | Победа              | [ 51 ]          |
| Ассоциация кинокритиков Атланты                             | 4 декабря 2023          | «Лучшая мужская роль»                                                                                          | Киллиан Мерфи | Победа              | [ 51 ]          |
| Ассоциация кинокритиков Атланты                             | 4 декабря 2023          | «Лучшая мужская роль второго плана»                                                                            | Роберт Дауни-младший | Победа              | [ 51 ]          |
| Ассоциация кинокритиков Атланты                             | 4 декабря 2023          | «Лучшая операторская работа»                                                                                   | Хойте Ван Хойтема | Победа              | [ 51 ]          |
| Ассоциация кинокритиков Атланты                             | 4 декабря 2023          | «Лучшая музыка»                                                                                                | Людвиг Йоранссон | Победа              | [ 51 ]          |
| Награды Национального совета кинокритиков США               | 6 декабря 2023          | «Десять лучших фильмов»                                                                                        | «Оппенгеймер» | Победа              | [ 38 ]          |
| Премия Американского института киноискусства                | 7 декабря 2023          | «Топ-10 лучших фильмов года»                                                                                   | «Оппенгеймер» | Победа              | [ 39 ]          |
| Премия Общества кинокритиков Бостона                        | 10 декабря 2023         | «Лучший ансамбль»                                                                                              | «Оппенгеймер» | Победа              | [ 52 ] [ 53 ]   |
| Премия Общества кинокритиков Бостона                        | 10 декабря 2023         | «Лучшая режиссура»                                                                                             | Кристофер Нолан | Второе место        | [ 52 ] [ 53 ]   |
| Премия Общества кинокритиков Бостона                        | 10 декабря 2023         | «Лучшая мужская роль»                                                                                          | Киллиан Мерфи | Второе место        | [ 52 ] [ 53 ]   |
| Премия Общества кинокритиков Бостона                        | 10 декабря 2023         | «Лучшая мужская роль второго плана»                                                                            | Роберт Дауни-младший | Второе место        | [ 52 ] [ 53 ]   |
| Премия Общества кинокритиков Бостона                        | 10 декабря 2023         | «Лучший монтаж»                                                                                                | Дженнифер Лейм | Второе место        | [ 52 ] [ 53 ]   |
| Награды Ассоциации кинокритиков Лос-Анджелеса               | 10 декабря 2023         | «Лучший фильм»                                                                                                 | «Оппенгеймер» | Второе место        | [ 54 ]          |
| Награды Ассоциации кинокритиков Вашингтона                  | 10 декабря 2023         | «Лучший фильм»                                                                                                 | «Оппенгеймер» | Номинация           | [ 55 ] [ 56 ]   |
| Награды Ассоциации кинокритиков Вашингтона                  | 10 декабря 2023         | «Лучший ансамбль»                                                                                              | «Оппенгеймер» | Победа              | [ 55 ] [ 56 ]   |
| Награды Ассоциации кинокритиков Вашингтона                  | 10 декабря 2023         | «Лучший адаптированный сценарий»                                                                               | Кристофер Нолан | Номинация           | [ 55 ] [ 56 ]   |
| Награды Ассоциации кинокритиков Вашингтона                  | 10 декабря 2023         | «Лучшая режиссура»                                                                                             | Кристофер Нолан | Победа              | [ 55 ] [ 56 ]   |
| Награды Ассоциации кинокритиков Вашингтона                  | 10 декабря 2023         | «Лучшая мужская роль»                                                                                          | Киллиан Мерфи | Победа              | [ 55 ] [ 56 ]   |
| Награды Ассоциации кинокритиков Вашингтона                  | 10 декабря 2023         | «Лучшая мужская роль второго плана»                                                                            | Роберт Дауни-младший | Номинация           | [ 55 ] [ 56 ]   |
| Награды Ассоциации кинокритиков Вашингтона                  | 10 декабря 2023         | «Лучшая женская роль второго плана»                                                                            | Эмили Блант | Номинация           | [ 55 ] [ 56 ]   |
| Награды Ассоциации кинокритиков Вашингтона                  | 10 декабря 2023         | «Лучшая художественная режиссура»                                                                              | Рут де Йонг и Клэр Кауфман | Номинация           | [ 55 ] [ 56 ]   |
| Награды Ассоциации кинокритиков Вашингтона                  | 10 декабря 2023         | «Лучшая операторская работа»                                                                                   | Хойте Ван Хойтема | Победа              | [ 55 ] [ 56 ]   |
| Награды Ассоциации кинокритиков Вашингтона                  | 10 декабря 2023         | «Лучший монтаж»                                                                                                | Дженнифер Лейм | Победа              | [ 55 ] [ 56 ]   |
| Награды Ассоциации кинокритиков Вашингтона                  | 10 декабря 2023         | «Лучшая оригинальная музыка»                                                                                   | Людвиг Йоранссон | Победа              | [ 55 ] [ 56 ]   |
| Опрос критиков IndieWire                                    | 11 декабря 2023         | «Лучший фильм»                                                                                                 | «Оппенгеймер» | Второе место        | [ 57 ]          |
| Опрос критиков IndieWire                                    | 11 декабря 2023         | «Лучшая режиссура»                                                                                             | Кристофер Нолан | Второе место        | [ 57 ]          |
| Опрос критиков IndieWire                                    | 11 декабря 2023         | «Лучший сценарий»                                                                                              | Кристофер Нолан | Восьмое место       | [ 57 ]          |
| Опрос критиков IndieWire                                    | 11 декабря 2023         | «Лучшее исполнение»                                                                                            | Киллиан Мерфи | Четвёртое место     | [ 57 ]          |
| Опрос критиков IndieWire                                    | 11 декабря 2023         | «Лучшая операторская работа»                                                                                   | Хойте Ван Хойтема | Победа              | [ 57 ]          |
| Премия Ассоциации кинокритиков Чикаго                       | 12 декабря 2023         | «Лучший фильм»                                                                                                 | «Оппенгеймер» | Номинация           | [ 58 ] [ 59 ]   |
| Премия Ассоциации кинокритиков Чикаго                       | 12 декабря 2023         | «Лучшее режиссёрское искусство / дизайн производства»                                                          | «Оппенгеймер» | Номинация           | [ 58 ] [ 59 ]   |
| Премия Ассоциации кинокритиков Чикаго                       | 12 декабря 2023         | «Лучшее использование визуальных эффектов»                                                                     | «Оппенгеймер» | Номинация           | [ 58 ] [ 59 ]   |
| Премия Ассоциации кинокритиков Чикаго                       | 12 декабря 2023         | «Лучшая режиссура»                                                                                             | Кристофер Нолан | Победа              | [ 58 ] [ 59 ]   |
| Премия Ассоциации кинокритиков Чикаго                       | 12 декабря 2023         | «Лучший адаптированный сценарий»                                                                               | Кристофер Нолан | Номинация           | [ 58 ] [ 59 ]   |
| Премия Ассоциации кинокритиков Чикаго                       | 12 декабря 2023         | «Лучшая мужская роль»                                                                                          | Киллиан Мерфи | Номинация           | [ 58 ] [ 59 ]   |
| Премия Ассоциации кинокритиков Чикаго                       | 12 декабря 2023         | «Лучшая мужская роль второго плана»                                                                            | Роберт Дауни-младший | Номинация           | [ 58 ] [ 59 ]   |
| Премия Ассоциации кинокритиков Чикаго                       | 12 декабря 2023         | «Лучшая операторская работа»                                                                                   | Хойте Ван Хойтема | Победа              | [ 58 ] [ 59 ]   |
| Премия Ассоциации кинокритиков Чикаго                       | 12 декабря 2023         | «Лучший монтаж»                                                                                                | Дженнифер Лейм | Победа              | [ 58 ] [ 59 ]   |
| Премия Ассоциации кинокритиков Чикаго                       | 12 декабря 2023         | «Лучшая оригинальная музыка»                                                                                   | Людвиг Йоранссон | Номинация           | [ 58 ] [ 59 ]   |
| Награды Общества кинокритиков Лас-Вегаса                    | 13 декабря 2023         | «Лучший фильм»                                                                                                 | «Оппенгеймер» | Победа              | [ 60 ]          |
| Награды Общества кинокритиков Лас-Вегаса                    | 13 декабря 2023         | «Лучший ансамбль»                                                                                              | «Оппенгеймер» | Победа              | [ 60 ]          |
| Награды Общества кинокритиков Лас-Вегаса                    | 13 декабря 2023         | «Лучшая художественная режиссура»                                                                              | «Оппенгеймер» | Номинация           | [ 60 ]          |
| Награды Общества кинокритиков Лас-Вегаса                    | 13 декабря 2023         | «Лучшие визуальные эффекты»                                                                                    | «Оппенгеймер» | Номинация           | [ 60 ]          |
| Награды Общества кинокритиков Лас-Вегаса                    | 13 декабря 2023         | «Лучшая режиссура»                                                                                             | Кристофер Нолан | Победа              | [ 60 ]          |
| Награды Общества кинокритиков Лас-Вегаса                    | 13 декабря 2023         | «Лучший адаптированный сценарий»                                                                               | Кристофер Нолан | Номинация           | [ 60 ]          |
| Награды Общества кинокритиков Лас-Вегаса                    | 13 декабря 2023         | «Лучшая мужская роль»                                                                                          | Киллиан Мерфи | Номинация           | [ 60 ]          |
| Награды Общества кинокритиков Лас-Вегаса                    | 13 декабря 2023         | «Лучшая мужская роль второго плана»                                                                            | Роберт Дауни-младший | Победа              | [ 60 ]          |
| Награды Общества кинокритиков Лас-Вегаса                    | 13 декабря 2023         | «Лучшая операторская работа»                                                                                   | Хойте Ван Хойтема | Победа              | [ 60 ]          |
| Награды Общества кинокритиков Лас-Вегаса                    | 13 декабря 2023         | «Лучший монтаж фильма»                                                                                         | Дженнифер Лейм | Победа              | [ 60 ]          |
| Награды Общества кинокритиков Лас-Вегаса                    | 13 декабря 2023         | «Лучшая музыка»                                                                                                | Людвиг Йоранссон | Победа              | [ 60 ]          |
| Награды Общества кинокритиков Лас-Вегаса                    | 13 декабря 2023         | «Лучшие костюмы»                                                                                               | Эллен Миройник | Номинация           | [ 60 ]          |
| Премия IGN                                                  | 15 декабря 2023         | «Лучший фильм 2023 года»                                                                                       | «Оппенгеймер» | Второе место        | [ 61 ] [ 62 ]   |
| Награды Общества онлайн-кинокритиков Нью-Йорка              | 15 декабря 2023         | «Топ-10 фильмов»                                                                                               | «Оппенгеймер» | Победа              | [ 63 ]          |
| Награды Общества онлайн-кинокритиков Нью-Йорка              | 15 декабря 2023         | «Лучший ансамбль»                                                                                              | «Оппенгеймер» | Победа              | [ 63 ]          |
| Награды Общества онлайн-кинокритиков Нью-Йорка              | 15 декабря 2023         | «Лучшая режиссура»                                                                                             | Кристофер Нолан | Победа              | [ 63 ]          |
| Награды Общества онлайн-кинокритиков Нью-Йорка              | 15 декабря 2023         | «Лучшая мужская роль»                                                                                          | Киллиан Мерфи | Победа              | [ 63 ]          |
| Награды Общества онлайн-кинокритиков Нью-Йорка              | 15 декабря 2023         | «Лучшая операторская работа»                                                                                   | Хойте Ван Хойтема | Победа              | [ 63 ]          |
| Ассоциация онлайн-кинокритиков Бостона                      | 17 декабря 2023         | «Топ-10 лучших фильмов 2023 года»                                                                              | «Оппенгеймер» | Второе место        | [ 64 ]          |
| Ассоциация онлайн-кинокритиков Бостона                      | 17 декабря 2023         | «Лучший ансамбль»                                                                                              | «Оппенгеймер» | Победа              | [ 64 ]          |
| Ассоциация онлайн-кинокритиков Бостона                      | 17 декабря 2023         | «Лучшая режиссура»                                                                                             | Кристофер Нолан | Победа              | [ 64 ]          |
| Ассоциация онлайн-кинокритиков Бостона                      | 17 декабря 2023         | «Лучшая мужская роль»                                                                                          | Киллиан Мерфи | Победа              | [ 64 ]          |
| Ассоциация онлайн-кинокритиков Бостона                      | 17 декабря 2023         | «Лучшая операторская работа»                                                                                   | Хойте Ван Хойтема | Победа              | [ 64 ]          |
| Ассоциация онлайн-кинокритиков Бостона                      | 17 декабря 2023         | «Лучший монтаж»                                                                                                | Дженнифер Лейм | Победа              | [ 64 ]          |
| Ассоциация онлайн-кинокритиков Бостона                      | 17 декабря 2023         | «Лучшая музыка»                                                                                                | Людвиг Йоранссон | Победа              | [ 64 ]          |
| Ассоциация киножурналистов штата Индиана                    | 17 декабря 2023         | «Лучший фильм»                                                                                                 | «Оппенгеймер» | Второе место        | [ 65 ] [ 66 ]   |
| Ассоциация киножурналистов штата Индиана                    | 17 декабря 2023         | «Лучший актёрский ансамбль»                                                                                    | «Оппенгеймер» | Второе место        | [ 65 ] [ 66 ]   |
| Ассоциация киножурналистов штата Индиана                    | 17 декабря 2023         | «Лучшая режиссура»                                                                                             | Кристофер Нолан | Второе место        | [ 65 ] [ 66 ]   |
| Ассоциация киножурналистов штата Индиана                    | 17 декабря 2023         | «Лучший адаптированный сценарий»                                                                               | Кристофер Нолан | Номинация           | [ 65 ] [ 66 ]   |
| Ассоциация киножурналистов штата Индиана                    | 17 декабря 2023         | «Лучшее исполнение главной роли»                                                                               | Киллиан Мерфи | Второе место        | [ 65 ] [ 66 ]   |
| Ассоциация киножурналистов штата Индиана                    | 17 декабря 2023         | «Лучшее исполнение роли второго плана»                                                                         | Роберт Дауни-младший | Второе место        | [ 65 ] [ 66 ]   |
| Ассоциация киножурналистов штата Индиана                    | 17 декабря 2023         | «Лучший монтаж»                                                                                                | Дженнифер Лейм | Победа              | [ 65 ] [ 66 ]   |
| Ассоциация киножурналистов штата Индиана                    | 17 декабря 2023         | «Лучшая операторская работа»                                                                                   | Хойте Ван Хойтема | Победа              | [ 65 ] [ 66 ]   |
| Ассоциация киножурналистов штата Индиана                    | 17 декабря 2023         | «Лучшая музыкальная композиция»                                                                                | Людвиг Йоранссон | Победа              | [ 65 ] [ 66 ]   |
| Ассоциация кинокритиков Филадельфии                         | 17 декабря 2023         | «Лучший фильм»                                                                                                 | «Оппенгеймер» | Второе место        | [ 67 ]          |
| Ассоциация кинокритиков Филадельфии                         | 17 декабря 2023         | «Лучший ансамбль»                                                                                              | «Оппенгеймер» | Победа              | [ 67 ]          |
| Ассоциация кинокритиков Филадельфии                         | 17 декабря 2023         | «Лучшая режиссура»                                                                                             | Кристофер Нолан | Второе место        | [ 67 ]          |
| Ассоциация кинокритиков Филадельфии                         | 17 декабря 2023         | «Лучший сценарий»                                                                                              | Кристофер Нолан | Второе место        | [ 67 ]          |
| Ассоциация кинокритиков Филадельфии                         | 17 декабря 2023         | «Лучшая мужская роль»                                                                                          | Киллиан Мерфи | Победа              | [ 67 ]          |
| Ассоциация кинокритиков Филадельфии                         | 17 декабря 2023         | «Лучшая мужская роль второго плана»                                                                            | Роберт Дауни-младший | Победа              | [ 67 ]          |
| Ассоциация кинокритиков Филадельфии                         | 17 декабря 2023         | «Лучшая операторская работа»                                                                                   | Хойте Ван Хойтема | Победа              | [ 67 ]          |
| Ассоциация кинокритиков Филадельфии                         | 17 декабря 2023         | «Лучшая музыка / саундтрек»                                                                                    | Людвиг Йоранссон | Победа              | [ 67 ]          |
| Награды Ассоциации кинокритиков Сент-Луиса                  | 17 декабря 2023         | «Лучший фильм»                                                                                                 | «Оппенгеймер» | Победа              | [ 68 ]          |
| Награды Ассоциации кинокритиков Сент-Луиса                  | 17 декабря 2023         | «Лучший ансамбль»                                                                                              | «Оппенгеймер» | Второе место        | [ 68 ]          |
| Награды Ассоциации кинокритиков Сент-Луиса                  | 17 декабря 2023         | «Лучшие визуальные эффекты»                                                                                    | «Оппенгеймер» | Второе место        | [ 68 ]          |
| Награды Ассоциации кинокритиков Сент-Луиса                  | 17 декабря 2023         | «Лучшая режиссура»                                                                                             | Кристофер Нолан | Победа              | [ 68 ]          |
| Награды Ассоциации кинокритиков Сент-Луиса                  | 17 декабря 2023         | «Лучший сценарий»                                                                                              | Кристофер Нолан | Победа              | [ 68 ]          |
| Награды Ассоциации кинокритиков Сент-Луиса                  | 17 декабря 2023         | «Лучшая мужская роль»                                                                                          | Киллиан Мерфи | Победа              | [ 68 ]          |
| Награды Ассоциации кинокритиков Сент-Луиса                  | 17 декабря 2023         | «Лучшая мужская роль второго плана»                                                                            | Роберт Дауни-младший | Второе место        | [ 68 ]          |
| Награды Ассоциации кинокритиков Сент-Луиса                  | 17 декабря 2023         | «Лучшая женская роль второго плана»                                                                            | Эмили Блант | Номинация           | [ 68 ]          |
| Награды Ассоциации кинокритиков Сент-Луиса                  | 17 декабря 2023         | «Лучшая операторская работа»                                                                                   | Хойте Ван Хойтема | Победа              | [ 68 ]          |
| Награды Ассоциации кинокритиков Сент-Луиса                  | 17 декабря 2023         | «Лучший монтаж»                                                                                                | Дженнифер Лейм | Победа              | [ 68 ]          |
| Награды Ассоциации кинокритиков Сент-Луиса                  | 17 декабря 2023         | «Лучший художественный дизайн»                                                                                 | Рут де Йонг | Номинация           | [ 68 ]          |
| Награды Ассоциации кинокритиков Сент-Луиса                  | 17 декабря 2023         | «Лучший дизайн костюмов»                                                                                       | Эллен Миройник | Номинация           | [ 68 ]          |
| Награды Ассоциации кинокритиков Сент-Луиса                  | 17 декабря 2023         | «Лучшая музыкальная композиция»                                                                                | Людвиг Йоранссон | Победа              | [ 68 ]          |
| Награды Ассоциации кинокритиков Сент-Луиса                  | 17 декабря 2023         | «Лучшая сцена»                                                                                                 | Испытание «Тринити» | Номинация           | [ 68 ]          |
| Награда Ассоциации кинокритиков Торонто                     | 17 декабря 2023         | «Выдающееся исполнение второго плана»                                                                          | Роберт Дауни-младший | Второе место        | [ 69 ]          |
| Награды Ассоциации кинокритиков Далласа и Форт-Уэрта        | 18 декабря 2023         | «Топ-10 фильмов»                                                                                               | «Оппенгеймер» | Второе место        | [ 70 ]          |
| Награды Ассоциации кинокритиков Далласа и Форт-Уэрта        | 18 декабря 2023         | «Лучшая режиссура»                                                                                             | Кристофер Нолан | Победа              | [ 70 ]          |
| Награды Ассоциации кинокритиков Далласа и Форт-Уэрта        | 18 декабря 2023         | «Лучшая мужская роль»                                                                                          | Киллиан Мерфи | Победа              | [ 70 ]          |
| Награды Ассоциации кинокритиков Далласа и Форт-Уэрта        | 18 декабря 2023         | «Лучшая мужская роль второго плана»                                                                            | Роберт Дауни-младший | Победа              | [ 70 ]          |
| Награды Ассоциации кинокритиков Далласа и Форт-Уэрта        | 18 декабря 2023         | «Лучшая женская роль второго плана»                                                                            | Эмили Блант | Третье место        | [ 70 ]          |
| Награды Ассоциации кинокритиков Далласа и Форт-Уэрта        | 18 декабря 2023         | «Лучшая операторская работа»                                                                                   | Хойте Ван Хойтема | Победа              | [ 70 ]          |
| Награды Ассоциации кинокритиков Далласа и Форт-Уэрта        | 18 декабря 2023         | «Лучшая музыкальная композиция»                                                                                | Людвиг Йоранссон | Второе место        | [ 70 ]          |
| Ассоциация кинокритиков Северного Техаса                    | 18 декабря 2023         | «Лучший фильм»                                                                                                 | «Оппенгеймер» | Победа              | [ 71 ]          |
| Ассоциация кинокритиков Северного Техаса                    | 18 декабря 2023         | Премия Гэрри Мюррея в категории «Лучший ансамбль»                                                              | «Оппенгеймер» | Победа              | [ 71 ]          |
| Ассоциация кинокритиков Северного Техаса                    | 18 декабря 2023         | «Лучшая режиссура»                                                                                             | Кристофер Нолан | Победа              | [ 71 ]          |
| Ассоциация кинокритиков Северного Техаса                    | 18 декабря 2023         | «Лучший сценарий»                                                                                              | Кристофер Нолан | Номинация           | [ 71 ]          |
| Ассоциация кинокритиков Северного Техаса                    | 18 декабря 2023         | «Лучшая мужская роль»                                                                                          | Киллиан Мерфи | Номинация           | [ 71 ]          |
| Ассоциация кинокритиков Северного Техаса                    | 18 декабря 2023         | «Лучшая мужская роль второго плана»                                                                            | Роберт Дауни-младший | Победа              | [ 71 ]          |
| Ассоциация кинокритиков Северного Техаса                    | 18 декабря 2023         | «Лучшая женская роль второго плана»                                                                            | Эмили Блант | Номинация           | [ 71 ]          |
| Ассоциация кинокритиков Северного Техаса                    | 18 декабря 2023         | «Лучшая операторская работа»                                                                                   | Хойте Ван Хойтема | Победа              | [ 71 ]          |
| Награды Общества кинокритиков Финикса                       | 18 декабря 2023         | «Десять лучших фильмов 2023 года»                                                                              | «Оппенгеймер» | Победа              | [ 72 ]          |
| Награды Общества кинокритиков Финикса                       | 18 декабря 2023         | «Лучший актёрский ансамбль»                                                                                    | «Оппенгеймер» | Победа              | [ 72 ]          |
| Награды Общества кинокритиков Финикса                       | 18 декабря 2023         | «Лучшая режиссура»                                                                                             | Кристофер Нолан | Победа              | [ 72 ]          |
| Награды Общества кинокритиков Финикса                       | 18 декабря 2023         | «Лучший актёр в главной роли»                                                                                  | Киллиан Мерфи | Победа              | [ 72 ]          |
| Награды Общества кинокритиков Финикса                       | 18 декабря 2023         | «Лучшая оригинальная музыка»                                                                                   | Людвиг Йоранссон | Победа              | [ 72 ]          |
| Награды Общества кинокритиков Финикса                       | 18 декабря 2023         | «Лучшая операторская работа»                                                                                   | Хойте Ван Хойтема | Победа              | [ 72 ]          |
| Награды Общества кинокритиков Финикса                       | 18 декабря 2023         | «Лучший монтаж фильма»                                                                                         | Дженнифер Лейм | Победа              | [ 72 ]          |
| Награды Ассоциации кинокритиков Юго-Востока                 | 18 декабря 2023         | «Лучший фильм»                                                                                                 | «Оппенгеймер» | Победа              | [ 73 ]          |
| Награды Ассоциации кинокритиков Юго-Востока                 | 18 декабря 2023         | «Лучший ансамбль»                                                                                              | «Оппенгеймер» | Победа              | [ 73 ]          |
| Награды Ассоциации кинокритиков Юго-Востока                 | 18 декабря 2023         | «Лучшая режиссура»                                                                                             | Кристофер Нолан | Победа              | [ 73 ]          |
| Награды Ассоциации кинокритиков Юго-Востока                 | 18 декабря 2023         | «Лучший адаптированный сценарий»                                                                               | Кристофер Нолан | Победа              | [ 73 ]          |
| Награды Ассоциации кинокритиков Юго-Востока                 | 18 декабря 2023         | «Лучшая мужская роль»                                                                                          | Киллиан Мерфи | Победа              | [ 73 ]          |
| Награды Ассоциации кинокритиков Юго-Востока                 | 18 декабря 2023         | «Лучшая мужская роль второго плана»                                                                            | Роберт Дауни-младший | Победа              | [ 73 ]          |
| Награды Ассоциации кинокритиков Юго-Востока                 | 18 декабря 2023         | «Лучшая операторская работа»                                                                                   | Хойте Ван Хойтема | Победа              | [ 73 ]          |
| Награды Ассоциации кинокритиков Юго-Востока                 | 18 декабря 2023         | «Лучшая музыка»                                                                                                | Людвиг Йоранссон | Победа              | [ 73 ]          |
| Ассоциация кинокритиков-женщин                              | 18 декабря 2023         | «Лучшая мужская роль»                                                                                          | Киллиан Мерфи | Победа              | [ 74 ]          |
| Награды кинокритиков Дублина                                | 19 декабря 2023         | «Лучший фильм»                                                                                                 | «Оппенгеймер» | Третье место        | [ 75 ]          |
| Награды кинокритиков Дублина                                | 19 декабря 2023         | «Лучшая режиссура»                                                                                             | Кристофер Нолан | Третье место        | [ 75 ]          |
| Награды кинокритиков Дублина                                | 19 декабря 2023         | «Лучшая мужская роль»                                                                                          | Киллиан Мерфи | Победа              | [ 75 ]          |
| Награды кинокритиков Дублина                                | 19 декабря 2023         | «Лучшая операторская работа»                                                                                   | Хойте Ван Хойтема | Второе место        | [ 75 ]          |
| Награды Общества кинокритиков Сан-Диего                     | 19 декабря 2023         | «Лучший фильм»                                                                                                 | «Оппенгеймер» | Второе место        | [ 76 ] [ 77 ]   |
| Награды Общества кинокритиков Сан-Диего                     | 19 декабря 2023         | «Лучшее исполнение актёрским составом»                                                                         | «Оппенгеймер» | Номинация           | [ 76 ] [ 77 ]   |
| Награды Общества кинокритиков Сан-Диего                     | 19 декабря 2023         | «Лучшее звуковое оформление»                                                                                   | «Оппенгеймер» | Второе место        | [ 76 ] [ 77 ]   |
| Награды Общества кинокритиков Сан-Диего                     | 19 декабря 2023         | «Лучшие визуальные эффекты»                                                                                    | «Оппенгеймер» | Номинация           | [ 76 ] [ 77 ]   |
| Награды Общества кинокритиков Сан-Диего                     | 19 декабря 2023         | «Лучшая режиссура»                                                                                             | Кристофер Нолан | Номинация           | [ 76 ] [ 77 ]   |
| Награды Общества кинокритиков Сан-Диего                     | 19 декабря 2023         | «Лучший адаптированный сценарий»                                                                               | Кристофер Нолан | Номинация           | [ 76 ] [ 77 ]   |
| Награды Общества кинокритиков Сан-Диего                     | 19 декабря 2023         | «Лучшая мужская роль»                                                                                          | Киллиан Мерфи | Номинация           | [ 76 ] [ 77 ]   |
| Награды Общества кинокритиков Сан-Диего                     | 19 декабря 2023         | «Лучшая мужская роль второго плана»                                                                            | Роберт Дауни-младший | Победа              | [ 76 ] [ 77 ]   |
| Награды Общества кинокритиков Сан-Диего                     | 19 декабря 2023         | «Лучшая операторская работа»                                                                                   | Хойте Ван Хойтема | Второе место        | [ 76 ] [ 77 ]   |
| Награды Общества кинокритиков Сан-Диего                     | 19 декабря 2023         | «Лучший монтаж»                                                                                                | Дженнифер Лейм | Второе место        | [ 76 ] [ 77 ]   |
| Награды Общества кинокритиков Сан-Диего                     | 19 декабря 2023         | «Лучший художественный дизайн»                                                                                 | Рут де Йонг | Второе место        | [ 76 ] [ 77 ]   |
| Награды Общества кинокритиков Сан-Диего                     | 19 декабря 2023         | «Лучший дизайн костюмов»                                                                                       | Эллен Миройник | Номинация           | [ 76 ] [ 77 ]   |
| Общество «чёрных» кинокритиков                              | 20 декабря 2023         | «Десять лучших фильмов»                                                                                        | «Оппенгеймер» | Второе место        | [ 78 ]          |
| Общество «чёрных» кинокритиков                              | 20 декабря 2023         | «Лучший адаптированный сценарий»                                                                               | Кристофер Нолан | Победа              | [ 78 ]          |
| Награды кинокритиков Флориды                                | 21 декабря 2023         | «Лучший фильм»                                                                                                 | «Оппенгеймер» | Номинация           | [ 79 ] [ 80 ]   |
| Награды кинокритиков Флориды                                | 21 декабря 2023         | «Лучший актёрский состав»                                                                                      | «Оппенгеймер» | Номинация           | [ 79 ] [ 80 ]   |
| Награды кинокритиков Флориды                                | 21 декабря 2023         | «Лучшие визуальные эффекты»                                                                                    | «Оппенгеймер» | Второе место        | [ 79 ] [ 80 ]   |
| Награды кинокритиков Флориды                                | 21 декабря 2023         | «Лучшая режиссура»                                                                                             | Кристофер Нолан | Второе место        | [ 79 ] [ 80 ]   |
| Награды кинокритиков Флориды                                | 21 декабря 2023         | «Лучший сценарий»                                                                                              | Кристофер Нолан | Номинация           | [ 79 ] [ 80 ]   |
| Награды кинокритиков Флориды                                | 21 декабря 2023         | «Лучшая мужская роль»                                                                                          | Киллиан Мерфи | Номинация           | [ 79 ] [ 80 ]   |
| Награды кинокритиков Флориды                                | 21 декабря 2023         | «Лучшая мужская роль второго плана»                                                                            | Роберт Дауни-младший | Второе место        | [ 79 ] [ 80 ]   |
| Награды кинокритиков Флориды                                | 21 декабря 2023         | «Лучшая женская роль второго плана»                                                                            | Эмили Блант | Номинация           | [ 79 ] [ 80 ]   |
| Награды кинокритиков Флориды                                | 21 декабря 2023         | «Лучшая операторская работа»                                                                                   | Хойте Ван Хойтема | Второе место        | [ 79 ] [ 80 ]   |
| Награды кинокритиков Флориды                                | 21 декабря 2023         | «Лучшая музыка»                                                                                                | Людвиг Йоранссон | Второе место        | [ 79 ] [ 80 ]   |
| Награды Общества кинокритиков Невады                        | 23 декабря 2023         | «Лучший фильм»                                                                                                 | «Оппенгеймер» | Победа              | [ 81 ]          |
| Награды Общества кинокритиков Невады                        | 23 декабря 2023         | «Лучшая режиссура»                                                                                             | Кристофер Нолан | Победа              | [ 81 ]          |
| Награды Общества кинокритиков Невады                        | 23 декабря 2023         | «Лучшая мужская роль второго плана»                                                                            | Роберт Дауни-младший | Победа              | [ 81 ]          |
| Награды Общества кинокритиков Невады                        | 23 декабря 2023         | «Лучший адаптированный сценарий»                                                                               | Кристофер Нолан, Кай Бёрд и Мартин Шервин | Победа              | [ 81 ]          |
| Награды Общества кинокритиков Невады                        | 23 декабря 2023         | «Лучшая операторская работа»                                                                                   | Хойте Ван Хойтема | Победа              | [ 81 ]          |
| Награды Голливудского международного кинофестиваля на Капри | 2 января 2024           | «Лучший фильм»                                                                                                 | «Оппенгеймер» | Победа              | [ 82 ]          |
| Награды Голливудского международного кинофестиваля на Капри | 2 января 2024           | «Лучший монтаж звука»                                                                                          | «Оппенгеймер» | Победа              | [ 82 ]          |
| Награды Голливудского международного кинофестиваля на Капри | 2 января 2024           | «Лучшая режиссура»                                                                                             | Кристофер Нолан | Победа              | [ 82 ]          |
| Награды Голливудского международного кинофестиваля на Капри | 2 января 2024           | «Лучший актёрский ансамбль»                                                                                    | Киллиан Мерфи, Эмили Блант, Мэтт Деймон, Роберт Дауни-младший, Флоренс Пью, Джош Хартнетт, Кейси Аффлек, Рами Малек и Кеннет Брана | Победа              | [ 82 ]          |
| Награды Голливудского международного кинофестиваля на Капри | 2 января 2024           | «Лучшая операторская работа»                                                                                   | Хойте Ван Хойтема | Победа              | [ 82 ]          |
| Награды Голливудского международного кинофестиваля на Капри | 2 января 2024           | «Лучший монтаж фильма»                                                                                         | Дженнифер Лейм | Победа              | [ 82 ]          |
| Награды Голливудского международного кинофестиваля на Капри | 2 января 2024           | «Лучшая оригинальная музыка»                                                                                   | Людвиг Йоранссон | Победа              | [ 82 ]          |
| Премия Альянса женщин-киножурналистов                       | 3 января 2024           | «Лучший фильм»                                                                                                 | «Оппенгеймер» | Номинация           | [ 83 ] [ 84 ]   |
| Премия Альянса женщин-киножурналистов                       | 3 января 2024           | «Лучший адаптированный сценарий»                                                                               | Кристофер Нолан | Номинация           | [ 83 ] [ 84 ]   |
| Премия Альянса женщин-киножурналистов                       | 3 января 2024           | «Лучшая мужская роль»                                                                                          | Киллиан Мерфи | Номинация           | [ 83 ] [ 84 ]   |
| Премия Альянса женщин-киножурналистов                       | 3 января 2024           | «Лучшая мужская роль второго плана»                                                                            | Роберт Дауни-младший | Номинация           | [ 83 ] [ 84 ]   |
| Премия Альянса женщин-киножурналистов                       | 3 января 2024           | «Лучший актёрский ансамбль — кастинг-директор»                                                                 | Джон Папсидера | Номинация           | [ 83 ] [ 84 ]   |
| Премия Альянса женщин-киножурналистов                       | 3 января 2024           | «Лучшая операторская работа»                                                                                   | Хойте Ван Хойтема | Номинация           | [ 83 ] [ 84 ]   |
| Премия Альянса женщин-киножурналистов                       | 3 января 2024           | «Лучший монтаж»                                                                                                | Дженнифер Лейм | Номинация           | [ 83 ] [ 84 ]   |
| Премия Альянса женщин-киножурналистов                       | 3 января 2024           | «Награда за самую вопиющую разницу в возрасте между влюблёнными (специальное упоминание)»                      | Киллиан Мерфи и Флоренс Пью | Победа              | [ 83 ] [ 84 ]   |
| Премия Ассоциации кинокритиков Северной Каролины            | 3 января 2024           | «Лучший повествовательный фильм»                                                                               | «Оппенгеймер» | Победа              | [ 85 ]          |
| Премия Ассоциации кинокритиков Северной Каролины            | 3 января 2024           | «Лучшая причёска и макияж»                                                                                     | «Оппенгеймер» | Номинация           | [ 85 ]          |
| Премия Ассоциации кинокритиков Северной Каролины            | 3 января 2024           | «Лучший художественный дизайн»                                                                                 | «Оппенгеймер» | Номинация           | [ 85 ]          |
| Премия Ассоциации кинокритиков Северной Каролины            | 3 января 2024           | «Лучшее звуковое оформление»                                                                                   | «Оппенгеймер» | Победа              | [ 85 ]          |
| Премия Ассоциации кинокритиков Северной Каролины            | 3 января 2024           | «Лучшие спецэффекты»                                                                                           | «Оппенгеймер» | Номинация           | [ 85 ]          |
| Премия Ассоциации кинокритиков Северной Каролины            | 3 января 2024           | «Лучший актёрский ансамбль»                                                                                    | «Оппенгеймер» | Победа              | [ 85 ]          |
| Премия Ассоциации кинокритиков Северной Каролины            | 3 января 2024           | «Лучшая режиссура»                                                                                             | Кристофер Нолан | Победа              | [ 85 ]          |
| Премия Ассоциации кинокритиков Северной Каролины            | 3 января 2024           | «Лучший адаптированный сценарий»                                                                               | Кристофер Нолан | Победа              | [ 85 ]          |
| Премия Ассоциации кинокритиков Северной Каролины            | 3 января 2024           | «Лучшая мужская роль»                                                                                          | Киллиан Мерфи | Победа              | [ 85 ]          |
| Премия Ассоциации кинокритиков Северной Каролины            | 3 января 2024           | «Лучшая мужская роль второго плана»                                                                            | Роберт Дауни-младший | Победа              | [ 85 ]          |
| Премия Ассоциации кинокритиков Северной Каролины            | 3 января 2024           | «Лучшая женская роль второго плана»                                                                            | Эмили Блант | Номинация           | [ 85 ]          |
| Премия Ассоциации кинокритиков Северной Каролины            | 3 января 2024           | «Лучшая операторская работа»                                                                                   | Хойте Ван Хойтема | Победа              | [ 85 ]          |
| Премия Ассоциации кинокритиков Северной Каролины            | 3 января 2024           | «Лучший монтаж»                                                                                                | Дженнифер Лейм | Победа              | [ 85 ]          |
| Премия Ассоциации кинокритиков Северной Каролины            | 3 января 2024           | «Лучший дизайн костюмов»                                                                                       | Эллен Миройник | Номинация           | [ 85 ]          |
| Премия Ассоциации кинокритиков Северной Каролины            | 3 января 2024           | «Лучшая музыка»                                                                                                | Людвиг Йоранссон | Победа              | [ 85 ]          |
| Награды Ассоциации кинокритиков Оклахомы                    | 3 января 2024           | «Топ-10 фильмов»                                                                                               | «Оппенгеймер» | Третье место        | [ 86 ]          |
| Награды Ассоциации кинокритиков Оклахомы                    | 3 января 2024           | «Лучшая операторская работа»                                                                                   | Хойте Ван Хойтема | Победа              | [ 86 ]          |
| Награды Международного кинофестиваля в Палм-Спрингс         | 4 января 2024           | Премия «Достижения пустынной пальмы» для актёра                                                                | Киллиан Мерфи | Победа              | [ 87 ]          |
| Награды Ассоциации кинокритиков штата Джорджия              | 5 января 2024           | «Лучший фильм»                                                                                                 | «Оппенгеймер» | Победа              | [ 88 ] [ 89 ]   |
| Награды Ассоциации кинокритиков штата Джорджия              | 5 января 2024           | «Лучший ансамбль»                                                                                              | «Оппенгеймер» | Победа              | [ 88 ] [ 89 ]   |
| Награды Ассоциации кинокритиков штата Джорджия              | 5 января 2024           | «Лучшая режиссура»                                                                                             | Кристофер Нолан | Победа              | [ 88 ] [ 89 ]   |
| Награды Ассоциации кинокритиков штата Джорджия              | 5 января 2024           | «Лучший адаптированный сценарий»                                                                               | Кристофер Нолан | Победа              | [ 88 ] [ 89 ]   |
| Награды Ассоциации кинокритиков штата Джорджия              | 5 января 2024           | «Лучшая мужская роль»                                                                                          | Киллиан Мерфи | Победа              | [ 88 ] [ 89 ]   |
| Награды Ассоциации кинокритиков штата Джорджия              | 5 января 2024           | «Лучшая мужская роль второго плана»                                                                            | Роберт Дауни-младший | Победа              | [ 88 ] [ 89 ]   |
| Награды Ассоциации кинокритиков штата Джорджия              | 5 января 2024           | «Лучшая женская роль второго плана»                                                                            | Эмили Блант | Второе место        | [ 88 ] [ 89 ]   |
| Награды Ассоциации кинокритиков штата Джорджия              | 5 января 2024           | «Лучшая операторская работа»                                                                                   | Хойте Ван Хойтема | Победа              | [ 88 ] [ 89 ]   |
| Награды Ассоциации кинокритиков штата Джорджия              | 5 января 2024           | «Лучший художественный дизайн»                                                                                 | Рут де Йонг и Клэр Кауфман | Номинация           | [ 88 ] [ 89 ]   |
| Награды Ассоциации кинокритиков штата Джорджия              | 5 января 2024           | «Лучшая оригинальная музыка»                                                                                   | Людвиг Йоранссон | Победа              | [ 88 ] [ 89 ]   |
| Награда Голливудского творческого союза                     | 6 января 2024           | «Лучший фильм»                                                                                                 | «Оппенгеймер» | Номинация           | [ 90 ] [ 91 ]   |
| Награда Голливудского творческого союза                     | 6 января 2024           | «Лучший актёрский ансамбль»                                                                                    | «Оппенгеймер» | Номинация           | [ 90 ] [ 91 ]   |
| Награда Голливудского творческого союза                     | 6 января 2024           | «Лучшая режиссура»                                                                                             | Кристофер Нолан | Победа              | [ 90 ] [ 91 ]   |
| Награда Голливудского творческого союза                     | 6 января 2024           | «Лучший адаптированный сценарий»                                                                               | Кристофер Нолан | Номинация           | [ 90 ] [ 91 ]   |
| Награда Голливудского творческого союза                     | 6 января 2024           | «Лучшая мужская роль»                                                                                          | Киллиан Мерфи | Номинация           | [ 90 ] [ 91 ]   |
| Награда Голливудского творческого союза                     | 6 января 2024           | «Лучшая мужская роль второго плана»                                                                            | Роберт Дауни-младший | Номинация           | [ 90 ] [ 91 ]   |
| Награда Голливудского творческого союза                     | 26 февраля 2024         | «Лучший звук»                                                                                                  | «Оппенгеймер» | Победа              | [ 90 ] [ 91 ]   |
| Награда Голливудского творческого союза                     | 26 февраля 2024         | «Лучшие визуальные эффекты»                                                                                    | «Оппенгеймер» | Номинация           | [ 90 ] [ 91 ]   |
| Награда Голливудского творческого союза                     | 26 февраля 2024         | «Лучшая рекламная кампания»                                                                                    | «Оппенгеймер» | Номинация           | [ 90 ] [ 91 ]   |
| Награда Голливудского творческого союза                     | 26 февраля 2024         | «Лучший директор по кастингу»                                                                                  | Джон Папсидера | Номинация           | [ 90 ] [ 91 ]   |
| Награда Голливудского творческого союза                     | 26 февраля 2024         | «Лучшая операторская работа»                                                                                   | Хойте Ван Хойтема | Победа              | [ 90 ] [ 91 ]   |
| Награда Голливудского творческого союза                     | 26 февраля 2024         | «Лучший художественный дизайн»                                                                                 | Рут де Йонг | Номинация           | [ 90 ] [ 91 ]   |
| Награда Голливудского творческого союза                     | 26 февраля 2024         | «Лучший монтаж»                                                                                                | Дженнифер Лейм | Номинация           | [ 90 ] [ 91 ]   |
| Награда Голливудского творческого союза                     | 26 февраля 2024         | «Лучшая музыка»                                                                                                | Людвиг Йоранссон | Победа              | [ 90 ] [ 91 ]   |
| Награда Национального общества кинокритиков США             | 6 января 2024           | «Лучший фильм»                                                                                                 | «Оппенгеймер» | Третье место        | [ 92 ]          |
| Награда Национального общества кинокритиков США             | 6 января 2024           | «Лучшая режиссура»                                                                                             | Кристофер Нолан | Третье место        | [ 92 ]          |
| Награда Национального общества кинокритиков США             | 6 января 2024           | «Лучшая мужская роль»                                                                                          | Киллиан Мерфи | Третье место        | [ 92 ]          |
| Награда Национального общества кинокритиков США             | 6 января 2024           | «Лучшая мужская роль второго плана»                                                                            | Роберт Дауни-младший | Второе место        | [ 92 ]          |
| Награда Национального общества кинокритиков США             | 6 января 2024           | «Лучшая операторская работа»                                                                                   | Хойте Ван Хойтема | Третье место        | [ 92 ]          |
| «Золотой глобус»                                            | 7 января 2024           | «Лучший фильм — драма»                                                                                         | Эмма Томас, Чарльз Ровен и Кристофер Нолан | Победа              | [ 37 ] [ 93 ]   |
| «Золотой глобус»                                            | 7 января 2024           | «Достижения в кинематографе и кассовых сборах»                                                                 | Эмма Томас, Чарльз Ровен и Кристофер Нолан | Номинация           | [ 37 ] [ 93 ]   |
| «Золотой глобус»                                            | 7 января 2024           | «Лучшая режиссёрская работа»                                                                                   | Кристофер Нолан | Победа              | [ 37 ] [ 93 ]   |
| «Золотой глобус»                                            | 7 января 2024           | «Лучший сценарий»                                                                                              | Кристофер Нолан | Номинация           | [ 37 ] [ 93 ]   |
| «Золотой глобус»                                            | 7 января 2024           | «Лучшая мужская роль — драма»                                                                                  | Киллиан Мерфи | Победа              | [ 37 ] [ 93 ]   |
| «Золотой глобус»                                            | 7 января 2024           | «Лучший актёр второго плана в кинофильме»                                                                      | Роберт Дауни-младший | Победа              | [ 37 ] [ 93 ]   |
| «Золотой глобус»                                            | 7 января 2024           | «Лучшая женская роль второго плана — кинофильм»                                                                | Эмили Блант | Номинация           | [ 37 ] [ 93 ]   |
| «Золотой глобус»                                            | 7 января 2024           | «Лучшая музыка к фильму»                                                                                       | Людвиг Йоранссон | Победа              | [ 37 ] [ 93 ]   |
| Награды Общества кинокритиков Сиэтла                        | 8 января 2024           | «Лучший фильм года»                                                                                            | «Оппенгеймер» | Номинация           | [ 94 ] [ 95 ]   |
| Награды Общества кинокритиков Сиэтла                        | 8 января 2024           | «Лучшая режиссура»                                                                                             | Кристофер Нолан | Номинация           | [ 94 ] [ 95 ]   |
| Награды Общества кинокритиков Сиэтла                        | 8 января 2024           | «Лучший актёр в главной роли»                                                                                  | Киллиан Мерфи | Номинация           | [ 94 ] [ 95 ]   |
| Награды Общества кинокритиков Сиэтла                        | 8 января 2024           | «Лучший актёрский состав»                                                                                      | Джон Папсидера | Номинация           | [ 94 ] [ 95 ]   |
| Награды Общества кинокритиков Сиэтла                        | 8 января 2024           | «Лучшая операторская работа»                                                                                   | Хойте Ван Хойтема | Номинация           | [ 94 ] [ 95 ]   |
| Награды Общества кинокритиков Сиэтла                        | 8 января 2024           | «Лучший монтаж»                                                                                                | Дженнифер Лейм | Победа              | [ 94 ] [ 95 ]   |
| Награды Общества кинокритиков Сиэтла                        | 8 января 2024           | «Лучшая оригинальная музыка»                                                                                   | Людвиг Йоранссон | Победа              | [ 94 ] [ 95 ]   |
| Награды Общества кинокритиков Сиэтла                        | 8 января 2024           | «Лучший художественный дизайн»                                                                                 | Рут де Йонг и Клэр Кауфман | Номинация           | [ 94 ] [ 95 ]   |
| Награды Общества кинокритиков Сиэтла                        | 8 января 2024           | «Лучшие визуальные эффекты»                                                                                    | Эндрю Джексон, Джакомо Минео, Скотт Р. Фишер и Дэйв Држевецки | Номинация           | [ 94 ] [ 95 ]   |
| Golden Tomato Awards                                        | 9 января 2024           | «Самый рейтинговый фильм 2023 года»                                                                            | «Оппенгеймер» | Победа              | [ 96 ]          |
| Golden Tomato Awards                                        | 9 января 2024           | «Лучший фильм 2023 года, вышедший в широкий прокат»                                                            | «Оппенгеймер» | Победа              | [ 96 ]          |
| Golden Tomato Awards                                        | 9 января 2024           | «Лучший драматический фильм 2023 года»                                                                         | «Оппенгеймер» | Победа              | [ 96 ]          |
| Премия кинокритиков района Сан-Франциско                    | 9 января 2024           | «Лучший фильм»                                                                                                 | «Оппенгеймер» | Победа              | [ 97 ] [ 98 ]   |
| Премия кинокритиков района Сан-Франциско                    | 9 января 2024           | «Лучшая режиссура»                                                                                             | Кристофер Нолан | Номинация           | [ 97 ] [ 98 ]   |
| Премия кинокритиков района Сан-Франциско                    | 9 января 2024           | «Лучший адаптированный сценарий»                                                                               | Кристофер Нолан | Номинация           | [ 97 ] [ 98 ]   |
| Премия кинокритиков района Сан-Франциско                    | 9 января 2024           | «Лучшая мужская роль»                                                                                          | Киллиан Мерфи | Номинация           | [ 97 ] [ 98 ]   |
| Премия кинокритиков района Сан-Франциско                    | 9 января 2024           | «Лучшая мужская роль второго плана»                                                                            | Роберт Дауни-младший | Победа              | [ 97 ] [ 98 ]   |
| Премия кинокритиков района Сан-Франциско                    | 9 января 2024           | «Лучшая женская роль второго плана»                                                                            | Эмили Блант | Номинация           | [ 97 ] [ 98 ]   |
| Премия кинокритиков района Сан-Франциско                    | 9 января 2024           | «Лучшая операторская работа»                                                                                   | Хойте Ван Хойтема | Победа              | [ 97 ] [ 98 ]   |
| Премия кинокритиков района Сан-Франциско                    | 9 января 2024           | «Лучший монтаж фильма»                                                                                         | Дженнифер Лейм | Номинация           | [ 97 ] [ 98 ]   |
| Премия кинокритиков района Сан-Франциско                    | 9 января 2024           | «Лучший художественный дизайн»                                                                                 | Рут де Йонг | Номинация           | [ 97 ] [ 98 ]   |
| Премия кинокритиков района Сан-Франциско                    | 9 января 2024           | «Лучшая оригинальная музыка»                                                                                   | Людвиг Йоранссон | Номинация           | [ 97 ] [ 98 ]   |
| Награды Ассоциации польских кинематографистов               | 10 января 2024          | «Лучший иностранный фильм»                                                                                     | Кристофер Нолан | Почётное упоминание | [ 99 ]          |
| Награды Ассоциации кинокритиков Остина                      | 10 января 2024          | «Лучший фильм»                                                                                                 | «Оппенгеймер» | Второе место        | [ 100 ] [ 101 ] |
| Награды Ассоциации кинокритиков Остина                      | 10 января 2024          | «Лучший ансамбль»                                                                                              | «Оппенгеймер» | Победа              | [ 100 ] [ 101 ] |
| Награды Ассоциации кинокритиков Остина                      | 10 января 2024          | «Лучшая режиссура»                                                                                             | Кристофер Нолан | Победа              | [ 100 ] [ 101 ] |
| Награды Ассоциации кинокритиков Остина                      | 10 января 2024          | «Лучший адаптированный сценарий»                                                                               | Кристофер Нолан | Победа              | [ 100 ] [ 101 ] |
| Награды Ассоциации кинокритиков Остина                      | 10 января 2024          | «Лучшая мужская роль»                                                                                          | Киллиан Мерфи | Победа              | [ 100 ] [ 101 ] |
| Награды Ассоциации кинокритиков Остина                      | 10 января 2024          | «Лучшая мужская роль второго плана»                                                                            | Роберт Дауни-младший | Победа              | [ 100 ] [ 101 ] |
| Награды Ассоциации кинокритиков Остина                      | 10 января 2024          | «Лучшая женская роль второго плана»                                                                            | Эмили Блант | Номинация           | [ 100 ] [ 101 ] |
| Награды Ассоциации кинокритиков Остина                      | 10 января 2024          | «Лучшая операторская работа»                                                                                   | Хойте Ван Хойтема | Победа              | [ 100 ] [ 101 ] |
| Награды Ассоциации кинокритиков Остина                      | 10 января 2024          | «Лучший монтаж»                                                                                                | Дженнифер Лейм | Победа              | [ 100 ] [ 101 ] |
| Награды Ассоциации кинокритиков Остина                      | 10 января 2024          | «Лучшая оригинальная музыка»                                                                                   | Людвиг Йоранссон | Победа              | [ 100 ] [ 101 ] |
| Премия Общества кинокритиков Денвера                        | 12 января 2024          | «Лучший фильм»                                                                                                 | «Оппенгеймер» | Победа              | [ 102 ]         |
| Премия Общества кинокритиков Денвера                        | 12 января 2024          | «Лучшие визуальные эффекты»                                                                                    | «Оппенгеймер» | Номинация           | [ 102 ]         |
| Премия Общества кинокритиков Денвера                        | 12 января 2024          | «Лучшая режиссура»                                                                                             | Кристофер Нолан | Победа              | [ 102 ]         |
| Премия Общества кинокритиков Денвера                        | 12 января 2024          | «Лучший адаптированный сценарий»                                                                               | Кристофер Нолан | Номинация           | [ 102 ]         |
| Премия Общества кинокритиков Денвера                        | 12 января 2024          | «Лучшее исполнение мужской роли»                                                                               | Киллиан Мерфи | Победа              | [ 102 ]         |
| Премия Общества кинокритиков Денвера                        | 12 января 2024          | «Лучшее исполнение мужской роли второго плана»                                                                 | Роберт Дауни-младший | Номинация           | [ 102 ]         |
| Премия Общества кинокритиков Денвера                        | 12 января 2024          | «Лучшее исполнение женской роли второго плана»                                                                 | Эмили Блант | Номинация           | [ 102 ]         |
| Премия Общества кинокритиков Денвера                        | 12 января 2024          | «Лучшая оригинальная музыка»                                                                                   | Людвиг Йоранссон | Победа              | [ 102 ]         |
| Награда Общества кинокритиков Гавайских островов            | 12 января 2024          | «Лучшая режиссура»                                                                                             | Кристофер Нолан | Победа              | [ 103 ]         |
| Награда Общества кинокритиков Гавайских островов            | 12 января 2024          | «Лучший адаптированный сценарий»                                                                               | Кристофер Нолан | Победа              | [ 103 ]         |
| Награда Общества кинокритиков Гавайских островов            | 12 января 2024          | «Лучшая мужская роль»                                                                                          | Киллиан Мерфи | Победа              | [ 103 ]         |
| Награда Общества кинокритиков Гавайских островов            | 12 января 2024          | «Лучший монтаж»                                                                                                | Дженнифер Лейм | Победа              | [ 103 ]         |
| Награда Общества кинокритиков Гавайских островов            | 12 января 2024          | «Лучшая оригинальная музыка»                                                                                   | Людвиг Йоранссон | Победа              | [ 103 ]         |
| «Выбор критиков»                                            | 14 января 2024          | «Лучший фильм»                                                                                                 | «Оппенгеймер» | Победа              | [ 104 ] [ 105 ] |
| «Выбор критиков»                                            | 14 января 2024          | «Лучший актёрский состав»                                                                                      | «Оппенгеймер» | Победа              | [ 104 ] [ 105 ] |
| «Выбор критиков»                                            | 14 января 2024          | «Лучший макияж»                                                                                                | «Оппенгеймер» | Номинация           | [ 104 ] [ 105 ] |
| «Выбор критиков»                                            | 14 января 2024          | «Лучшие визуальные эффекты»                                                                                    | «Оппенгеймер» | Победа              | [ 104 ] [ 105 ] |
| «Выбор критиков»                                            | 14 января 2024          | «Лучшая режиссура»                                                                                             | Кристофер Нолан | Победа              | [ 104 ] [ 105 ] |
| «Выбор критиков»                                            | 14 января 2024          | «Лучший адаптированный сценарий»                                                                               | Кристофер Нолан | Номинация           | [ 104 ] [ 105 ] |
| «Выбор критиков»                                            | 14 января 2024          | «Лучшая мужская роль»                                                                                          | Киллиан Мерфи | Номинация           | [ 104 ] [ 105 ] |
| «Выбор критиков»                                            | 14 января 2024          | «Лучшая мужская роль второго плана»                                                                            | Роберт Дауни-младший | Победа              | [ 104 ] [ 105 ] |
| «Выбор критиков»                                            | 14 января 2024          | «Лучшая женская роль второго плана»                                                                            | Эмили Блант | Номинация           | [ 104 ] [ 105 ] |
| «Выбор критиков»                                            | 14 января 2024          | «Лучшая операторская работа»                                                                                   | Хойте Ван Хойтема | Победа              | [ 104 ] [ 105 ] |
| «Выбор критиков»                                            | 14 января 2024          | «Лучшая работа художника-постановщика»                                                                         | Рут де Йонг и Клэр Кауфман | Номинация           | [ 104 ] [ 105 ] |
| «Выбор критиков»                                            | 14 января 2024          | «Лучший монтаж»                                                                                                | Дженнифер Лейм | Победа              | [ 104 ] [ 105 ] |
| «Выбор критиков»                                            | 14 января 2024          | «Лучшая музыка»                                                                                                | Людвиг Йоранссон | Победа              | [ 104 ] [ 105 ] |
| Награды Ассоциации афроамериканских кинокритиков            | 15 января 2024          | «Топ-10 лучших фильмов года»                                                                                   | «Оппенгеймер» | Четвёртое место     | [ 106 ]         |
| Награда Общества киноискусства Северной Дакоты              | 15 января 2024          | «Лучший фильм»                                                                                                 | Эмма Томас, Чарльз Ровен и Кристофер Нолан | Победа              | [ 107 ]         |
| Награда Общества киноискусства Северной Дакоты              | 15 января 2024          | «Лучшая режиссура»                                                                                             | Кристофер Нолан | Победа              | [ 107 ]         |
| Награда Общества киноискусства Северной Дакоты              | 15 января 2024          | «Лучшая мужская роль»                                                                                          | Киллиан Мерфи | Победа              | [ 107 ]         |
| Награда Общества киноискусства Северной Дакоты              | 15 января 2024          | «Лучшая мужская роль второго плана»                                                                            | Роберт Дауни-младший | Победа              | [ 107 ]         |
| Награда Общества киноискусства Северной Дакоты              | 15 января 2024          | «Лучшая женская роль второго плана»                                                                            | Эмили Блант | Номинация           | [ 107 ]         |
| Награда Общества киноискусства Северной Дакоты              | 15 января 2024          | «Лучшая операторская работа»                                                                                   | Хойте Ван Хойтема | Победа              | [ 107 ]         |
| Награда Общества киноискусства Северной Дакоты              | 15 января 2024          | «Лучший монтаж фильма»                                                                                         | Дженнифер Лейм | Победа              | [ 107 ]         |
| Награда Общества киноискусства Северной Дакоты              | 15 января 2024          | «Лучший художественный дизайн»                                                                                 | Рут де Йонг и Клэр Кауфман | Номинация           | [ 107 ]         |
| Награда Общества киноискусства Северной Дакоты              | 15 января 2024          | «Лучший дизайн костюмов»                                                                                       | Эллен Миройник | Номинация           | [ 107 ]         |
| Награда Общества киноискусства Северной Дакоты              | 15 января 2024          | «Лучший макияж и причёска»                                                                                     | Луиза Абель, Джейсон Хамер, Джейме Ли Макинтош и Аху Мофид | Номинация           | [ 107 ]         |
| Награда Общества киноискусства Северной Дакоты              | 15 января 2024          | «Лучшая оригинальная музыка»                                                                                   | Людвиг Йоранссон | Победа              | [ 107 ]         |
| Награда Общества киноискусства Северной Дакоты              | 15 января 2024          | «Лучший звук»                                                                                                  | Вилли Д. Бартон, Ричард Кинг, Гэри А. Риццо и Кевин О’Коннелл | Победа              | [ 107 ]         |
| Награда Общества киноискусства Северной Дакоты              | 15 января 2024          | «Лучшие визуальные эффекты»                                                                                    | Эндрю Джексон, Джакомо Минео, Скотт Р. Фишер и Дэвид Држевецки | Победа              | [ 107 ]         |
| Награды Ассоциации критиков Портленда                       | 15 января 2024          | «Лучший фильм»                                                                                                 | «Оппенгеймер» | Победа              | [ 108 ]         |
| Награды Ассоциации критиков Портленда                       | 15 января 2024          | «Лучший актёрский ансамбль»                                                                                    | «Оппенгеймер» | Победа              | [ 108 ]         |
| Награды Ассоциации критиков Портленда                       | 15 января 2024          | «Лучший художественный дизайн»                                                                                 | «Оппенгеймер» | Номинация           | [ 108 ]         |
| Награды Ассоциации критиков Портленда                       | 15 января 2024          | «Лучшее звуковое оформление»                                                                                   | «Оппенгеймер» | Победа              | [ 108 ]         |
| Награды Ассоциации критиков Портленда                       | 15 января 2024          | «Лучшие визуальные эффекты»                                                                                    | «Оппенгеймер» | Победа              | [ 108 ]         |
| Награды Ассоциации критиков Портленда                       | 15 января 2024          | «Лучшая режиссура»                                                                                             | Кристофер Нолан | Победа              | [ 108 ]         |
| Награды Ассоциации критиков Портленда                       | 15 января 2024          | «Лучший сценарий»                                                                                              | Кристофер Нолан | Победа              | [ 108 ]         |
| Награды Ассоциации критиков Портленда                       | 15 января 2024          | «Лучший актёр в главной роли»                                                                                  | Киллиан Мерфи | Победа              | [ 108 ]         |
| Награды Ассоциации критиков Портленда                       | 15 января 2024          | «Лучшая мужская роль второго плана»                                                                            | Роберт Дауни-младший | Номинация           | [ 108 ]         |
| Награды Ассоциации критиков Портленда                       | 15 января 2024          | «Лучшая женская роль второго плана»                                                                            | Эмили Блант | Номинация           | [ 108 ]         |
| Награды Ассоциации критиков Портленда                       | 15 января 2024          | «Лучшая операторская работа»                                                                                   | Хойте Ван Хойтема | Победа              | [ 108 ]         |
| Награды Ассоциации критиков Портленда                       | 15 января 2024          | «Лучший дизайн костюмов»                                                                                       | Эллен Миройник | Номинация           | [ 108 ]         |
| Награды Ассоциации критиков Портленда                       | 15 января 2024          | «Лучшая оригинальная музыка»                                                                                   | Людвиг Йоранссон | Победа              | [ 108 ]         |
| Премия AARP «Фильмы для взрослых»                           | 17 января 2024          | «Лучший фильм для взрослых»                                                                                    | «Оппенгеймер» | Номинация           | [ 109 ] [ 110 ] |
| Премия AARP «Фильмы для взрослых»                           | 17 января 2024          | «Лучшая капсула времени»                                                                                       | «Оппенгеймер» | Номинация           | [ 109 ] [ 110 ] |
| Премия AARP «Фильмы для взрослых»                           | 17 января 2024          | «Лучший ансамбль»                                                                                              | «Оппенгеймер» | Номинация           | [ 109 ] [ 110 ] |
| Премия AARP «Фильмы для взрослых»                           | 17 января 2024          | «Лучшая режиссура»                                                                                             | Кристофер Нолан | Победа              | [ 109 ] [ 110 ] |
| Премия AARP «Фильмы для взрослых»                           | 17 января 2024          | «Лучшая сценарная работа»                                                                                      | Кристофер Нолан | Номинация           | [ 109 ] [ 110 ] |
| Премия AARP «Фильмы для взрослых»                           | 17 января 2024          | «Лучшая мужская роль второго плана»                                                                            | Роберт Дауни-младший | Номинация           | [ 109 ] [ 110 ] |
| Награды Ассоциации кинокритиков Айовы                       | 17 января 2024          | «Лучший фильм»                                                                                                 | «Оппенгеймер» | Второе место        | [ 111 ]         |
| Награды Ассоциации кинокритиков Айовы                       | 17 января 2024          | «Лучшая режиссура»                                                                                             | Кристофер Нолан | Победа              | [ 111 ]         |
| Награды Ассоциации кинокритиков Айовы                       | 17 января 2024          | «Лучшая мужская роль»                                                                                          | Киллиан Мерфи | Второе место        | [ 111 ]         |
| Награды Ассоциации кинокритиков Айовы                       | 17 января 2024          | «Лучшая мужская роль второго плана»                                                                            | Роберт Дауни-младший | Победа              | [ 111 ]         |
| Награды института Сандэнс                                   | 18 января 2024          | Премия института Сандэнс «Trailblazer»                                                                         | Кристофер Нолан | Победа              | [ 112 ]         |
| Награды Американской синематеки                             | 19 января 2024          | «Достижение в области кинематографии — полнометражный фильм»                                                   | Хойте Ван Хойтема | Победа              | [ 113 ]         |
| Награды Американской синематеки                             | 19 января 2024          | «Достижение в области монтажа — полнометражный фильм»                                                          | Дженнифер Лейм | Победа              | [ 113 ]         |
| Награды Общества кинокритиков Хьюстона                      | 22 января 2024          | «Лучший фильм»                                                                                                 | «Оппенгеймер» | Номинация           | [ 114 ] [ 115 ] |
| Награды Общества кинокритиков Хьюстона                      | 22 января 2024          | «Лучший актёрский ансамбль»                                                                                    | «Оппенгеймер» | Номинация           | [ 114 ] [ 115 ] |
| Награды Общества кинокритиков Хьюстона                      | 22 января 2024          | «Лучшая режиссура»                                                                                             | Кристофер Нолан | Победа              | [ 114 ] [ 115 ] |
| Награды Общества кинокритиков Хьюстона                      | 22 января 2024          | «Лучшая мужская роль»                                                                                          | Киллиан Мерфи | Номинация           | [ 114 ] [ 115 ] |
| Награды Общества кинокритиков Хьюстона                      | 22 января 2024          | «Лучшая мужская роль второго плана»                                                                            | Роберт Дауни-младший | Номинация           | [ 114 ] [ 115 ] |
| Награды Общества кинокритиков Хьюстона                      | 22 января 2024          | «Лучшая женская роль второго плана»                                                                            | Эмили Блант | Номинация           | [ 114 ] [ 115 ] |
| Награды Общества кинокритиков Хьюстона                      | 22 января 2024          | «Лучший сценарий»                                                                                              | Кристофер Нолан, Кай Бёрд и Мартин Шервин | Номинация           | [ 114 ] [ 115 ] |
| Награды Общества кинокритиков Хьюстона                      | 22 января 2024          | «Лучшая операторская работа»                                                                                   | Хойте Ван Хойтема | Победа              | [ 114 ] [ 115 ] |
| Награды Общества кинокритиков Хьюстона                      | 22 января 2024          | «Премия Общества кинокритиков Хьюстона за лучшую оригинальную музыку»                                          | Людвиг Йоранссон | Номинация           | [ 114 ] [ 115 ] |
| Награды Общества онлайн-кинокритиков                        | 22 января 2024          | «Лучший фильм»                                                                                                 | «Оппенгеймер» | Победа              | [ 116 ] [ 117 ] |
| Награды Общества онлайн-кинокритиков                        | 22 января 2024          | «Лучшие визуальные эффекты»                                                                                    | «Оппенгеймер» | Победа              | [ 116 ] [ 117 ] |
| Награды Общества онлайн-кинокритиков                        | 22 января 2024          | «Лучшая режиссура»                                                                                             | Кристофер Нолан | Победа              | [ 116 ] [ 117 ] |
| Награды Общества онлайн-кинокритиков                        | 22 января 2024          | «Лучший адаптированный сценарий»                                                                               | Кристофер Нолан | Победа              | [ 116 ] [ 117 ] |
| Награды Общества онлайн-кинокритиков                        | 22 января 2024          | «Лучшая мужская роль»                                                                                          | Киллиан Мерфи | Номинация           | [ 116 ] [ 117 ] |
| Награды Общества онлайн-кинокритиков                        | 22 января 2024          | «Лучшая мужская роль второго плана»                                                                            | Роберт Дауни-младший | Победа              | [ 116 ] [ 117 ] |
| Награды Общества онлайн-кинокритиков                        | 22 января 2024          | «Лучшая женская роль второго плана»                                                                            | Эмили Блант | Номинация           | [ 116 ] [ 117 ] |
| Награды Общества онлайн-кинокритиков                        | 22 января 2024          | «Лучшая операторская работа»                                                                                   | Хойте Ван Хойтема | Победа              | [ 116 ] [ 117 ] |
| Награды Общества онлайн-кинокритиков                        | 22 января 2024          | «Лучший монтаж»                                                                                                | Дженнифер Лейм | Победа              | [ 116 ] [ 117 ] |
| Награды Общества онлайн-кинокритиков                        | 22 января 2024          | «Лучший дизайн костюмов»                                                                                       | Эллен Миройник | Номинация           | [ 116 ] [ 117 ] |
| Награды Общества онлайн-кинокритиков                        | 22 января 2024          | «Лучший художественный дизайн»                                                                                 | Рут де Йонг | Номинация           | [ 116 ] [ 117 ] |
| Награды Общества онлайн-кинокритиков                        | 22 января 2024          | «Лучшая оригинальная музыка»                                                                                   | Людвиг Йоранссон | Победа              | [ 116 ] [ 117 ] |
| Награда Ассоциации кинокритиков Турции                      | 25 января 2024          | «Лучший иностранный фильм»                                                                                     | «Оппенгеймер» | 10-е место          | [ 118 ]         |
| Награды Общества кинокритиков Канзас-Сити                   | 27 января 2024          | «Лучший фильм»                                                                                                 | «Оппенгеймер» | Победа              | [ 119 ]         |
| Награды Общества кинокритиков Канзас-Сити                   | 27 января 2024          | Премия Роберта Олтмена в категории «Лучшая режиссура»                                                          | Кристофер Нолан | Победа              | [ 119 ]         |
| Награды Общества кинокритиков Канзас-Сити                   | 27 января 2024          | «Лучшая мужская роль»                                                                                          | Киллиан Мерфи | Победа              | [ 119 ]         |
| Награды Общества кинокритиков Канзас-Сити                   | 27 января 2024          | «Лучшая мужская роль второго плана»                                                                            | Роберт Дауни-младший | Победа              | [ 119 ]         |
| Награды Общества кинокритиков Канзас-Сити                   | 27 января 2024          | «Лучшая операторская работа»                                                                                   | Хойте Ван Хойтема | Победа              | [ 119 ]         |
| Награды Общества кинокритиков Канзас-Сити                   | 27 января 2024          | «Лучшая оригинальная музыка»                                                                                   | Людвиг Йоранссон | Победа              | [ 119 ]         |
| Награды Британского общества кинооператоров                 | 3 февраля 2024          | «Лучшая операторская работа в полнометражном художественном фильме»                                            | Хойте Ван Хойтема | Номинация           | [ 120 ] [ 121 ] |
| «Роберт»                                                    | 3 февраля 2024          | «Лучший фильм на английском языке»                                                                             | Кристофер Нолан | Победа              | [ 122 ] [ 123 ] |
| «Грэмми»                                                    | 4 февраля 2024          | «Лучший саундтрек для визуальных медиа»                                                                        | «Oppenheimer» (Людвиг Йоранссон) | Победа              | [ 124 ] [ 125 ] |
| «Грэмми»                                                    | 4 февраля 2024          | «Лучшая аранжировка, инструментальная или А капелла»                                                           | «Can You Hear the Music» (Людвиг Йоранссон) | Номинация           | [ 124 ] [ 125 ] |
| «Грэмми»                                                    | 4 февраля 2024          | «Лучшая инструментальная композиция»                                                                           | «Can You Hear the Music» (Людвиг Йоранссон) | Номинация           | [ 124 ] [ 125 ] |
| Премия Лондонской ассоциации кинокритиков                   | 4 февраля 2024          | «Фильм года»                                                                                                   | «Оппенгеймер» | Номинация           | [ 126 ] [ 127 ] |
| Премия Лондонской ассоциации кинокритиков                   | 4 февраля 2024          | «Режиссура года»                                                                                               | Кристофер Нолан | Номинация           | [ 126 ] [ 127 ] |
| Премия Лондонской ассоциации кинокритиков                   | 4 февраля 2024          | «Сценарий года»                                                                                                | Кристофер Нолан | Номинация           | [ 126 ] [ 127 ] |
| Премия Лондонской ассоциации кинокритиков                   | 4 февраля 2024          | «Актёр года»                                                                                                   | Киллиан Мерфи | Номинация           | [ 126 ] [ 127 ] |
| Премия Лондонской ассоциации кинокритиков                   | 4 февраля 2024          | «Лучший британская / ирландская мужская роль года»                                                             | Киллиан Мерфи | Номинация           | [ 126 ] [ 127 ] |
| Премия Лондонской ассоциации кинокритиков                   | 4 февраля 2024          | «Лучшая мужская роль года второго плана»                                                                       | Роберт Дауни-младший | Номинация           | [ 126 ] [ 127 ] |
| Премия Лондонской ассоциации кинокритиков                   | 4 февраля 2024          | «Техническое достижение года»                                                                                  | Эндрю Джексон | Номинация           | [ 126 ] [ 127 ] |
| Награды Альянса кинокритиков Миннесоты                      | 4 февраля 2024          | «Лучший фильм»                                                                                                 | «Оппенгеймер» | Победа              | [ 128 ] [ 129 ] |
| Награды Альянса кинокритиков Миннесоты                      | 4 февраля 2024          | «Лучший ансамбль»                                                                                              | «Оппенгеймер» | Номинация           | [ 128 ] [ 129 ] |
| Награды Альянса кинокритиков Миннесоты                      | 4 февраля 2024          | «Лучший костюм / макияж»                                                                                       | «Оппенгеймер» | Номинация           | [ 128 ] [ 129 ] |
| Награды Альянса кинокритиков Миннесоты                      | 4 февраля 2024          | «Лучшая работа со звуком»                                                                                      | «Оппенгеймер» | Победа              | [ 128 ] [ 129 ] |
| Награды Альянса кинокритиков Миннесоты                      | 4 февраля 2024          | «Лучшие спецэффекты»                                                                                           | «Оппенгеймер» | Номинация           | [ 128 ] [ 129 ] |
| Награды Альянса кинокритиков Миннесоты                      | 4 февраля 2024          | «Лучшая режиссура»                                                                                             | Кристофер Нолан | Победа              | [ 128 ] [ 129 ] |
| Награды Альянса кинокритиков Миннесоты                      | 4 февраля 2024          | «Лучшая мужская роль»                                                                                          | Киллиан Мерфи | Победа              | [ 128 ] [ 129 ] |
| Награды Альянса кинокритиков Миннесоты                      | 4 февраля 2024          | «Лучшая мужская роль второго плана»                                                                            | Роберт Дауни-младший | Победа              | [ 128 ] [ 129 ] |
| Награды Альянса кинокритиков Миннесоты                      | 4 февраля 2024          | «Лучшая женская роль второго плана»                                                                            | Эмили Блант | Номинация           | [ 128 ] [ 129 ] |
| Награды Альянса кинокритиков Миннесоты                      | 4 февраля 2024          | «Лучший монтаж»                                                                                                | Дженнифер Лейм | Победа              | [ 128 ] [ 129 ] |
| Награды Альянса кинокритиков Миннесоты                      | 4 февраля 2024          | «Лучшая операторская работа»                                                                                   | Хойте Ван Хойтема | Победа              | [ 128 ] [ 129 ] |
| Награды Альянса кинокритиков Миннесоты                      | 4 февраля 2024          | «Лучшая музыка»                                                                                                | Людвиг Йоранссон | Номинация           | [ 128 ] [ 129 ] |
| Награды Альянса кинокритиков Миннесоты                      | 4 февраля 2024          | «Лучший художественный дизайн»                                                                                 | Рут де Йонг и Клэр Кауфман | Номинация           | [ 128 ] [ 129 ] |
| «Сатурн»                                                    | 4 февраля 2024          | «Лучший фильм в жанре триллер»                                                                                 | «Оппенгеймер» | Победа              | [ 130 ] [ 131 ] |
| «Сатурн»                                                    | 4 февраля 2024          | «Лучшая режиссура»                                                                                             | Кристофер Нолан | Номинация           | [ 130 ] [ 131 ] |
| «Сатурн»                                                    | 4 февраля 2024          | «Лучший сценарий»                                                                                              | Кристофер Нолан | Номинация           | [ 130 ] [ 131 ] |
| «Сатурн»                                                    | 4 февраля 2024          | Премия «Visionary»                                                                                             | Кристофер Нолан | Победа              | [ 130 ] [ 131 ] |
| «Сатурн»                                                    | 4 февраля 2024          | «Лучший киноактёр»                                                                                             | Киллиан Мерфи | Номинация           | [ 130 ] [ 131 ] |
| «Сатурн»                                                    | 4 февраля 2024          | «Лучший киноактёр второго плана»                                                                               | Роберт Дауни-младший | Номинация           | [ 130 ] [ 131 ] |
| «Сатурн»                                                    | 4 февраля 2024          | «Лучшая киноактриса второго плана»                                                                             | Эмили Блант | Победа              | [ 130 ] [ 131 ] |
| «Сатурн»                                                    | 4 февраля 2024          | «Лучший грим»                                                                                                  | Луиза Абель и Джейсон Хамер | Номинация           | [ 130 ] [ 131 ] |
| «Сатурн»                                                    | 4 февраля 2024          | «Лучший монтаж»                                                                                                | Дженнифер Лейм | Победа              | [ 130 ] [ 131 ] |
| «Сатурн»                                                    | 4 февраля 2024          | «Лучшая работа художника-постановщика»                                                                         | Рут де Йонг | Номинация           | [ 130 ] [ 131 ] |
| «Сатурн»                                                    | 4 февраля 2024          | «Лучший дизайн костюмов»                                                                                       | Эллен Миройник | Номинация           | [ 130 ] [ 131 ] |
| «Сатурн»                                                    | 4 февраля 2024          | «Лучшие спецэффекты»                                                                                           | Эндрю Джексон, Джакомо Минео, Скотт Р. Фишер и Дэйв Држевецки | Номинация           | [ 130 ] [ 131 ] |
| Награда CEC                                                 | 5 февраля 2024          | «Лучший иностранный фильм»                                                                                     | Кристофер Нолан | Номинация           | [ 132 ] [ 133 ] |
| Награды Общества перспективной визуализации                 | 9 февраля 2024          | «Лучший полнометражный фильм — живое исполнение»                                                               | «Оппенгеймер» | Победа              | [ 134 ]         |
| AACTA                                                       | 10 февраля 2024         | «Лучший фильм»                                                                                                 | «Оппенгеймер» | Номинация           | [ 135 ] [ 136 ] |
| AACTA                                                       | 10 февраля 2024         | «Лучшая режиссура»                                                                                             | Кристофер Нолан | Победа              | [ 135 ] [ 136 ] |
| AACTA                                                       | 10 февраля 2024         | «Лучшая мужская роль»                                                                                          | Киллиан Мерфи | Победа              | [ 135 ] [ 136 ] |
| AACTA                                                       | 10 февраля 2024         | «Лучшая мужская роль второго плана»                                                                            | Мэтт Деймон | Номинация           | [ 135 ] [ 136 ] |
| AACTA                                                       | 10 февраля 2024         | «Лучшая мужская роль второго плана»                                                                            | Роберт Дауни-младший | Номинация           | [ 135 ] [ 136 ] |
| AACTA                                                       | 10 февраля 2024         | «Лучший сценарий»                                                                                              | Кристофер Нолан | Номинация           | [ 135 ] [ 136 ] |
| Премия Гильдии художников-постановщиков США                 | 10 февраля 2024         | «Выдающиеся достижения в области дизайна периодического фильма»                                                | Рут де Йонг | Победа              | [ 137 ] [ 138 ] |
| Премия Гильдии режиссёров Америки                           | 10 февраля 2024         | «Выдающаяся режиссура полнометражного фильма»                                                                  | Кристофер Нолан | Победа              | [ 139 ] [ 140 ] |
| Награды Международного общества синефилов                   | 11 февраля 2024         | «Лучший монтаж»                                                                                                | Дженнифер Лейм | Номинация           | [ 141 ] [ 142 ] |
| Награды Международного общества синефилов                   | 11 февраля 2024         | «Лучшее звуковое оформление»                                                                                   | Ричард Кинг, Кевин О’Коннелл, Гэри А. Риццо и Вилли Д. Бартон | Номинация           | [ 141 ] [ 142 ] |
| Награды Международного кинофестиваля в Санта-Барбаре        | 11 февраля 2024         | Премия ремесленников Variety                                                                                   | Людвиг Йоранссон | Победа              | [ 143 ]         |
| Награды Международного кинофестиваля в Санта-Барбаре        | 11 февраля 2024         | Премия ремесленников Variety                                                                                   | Дженнифер Лейм | Победа              | [ 143 ]         |
| Награды Ассоциации кинокритиков Ванкувера                   | 12 февраля 2024         | «Лучший фильм»                                                                                                 | «Оппенгеймер» | Номинация           | [ 144 ] [ 145 ] |
| Награды Ассоциации кинокритиков Ванкувера                   | 12 февраля 2024         | «Лучшая режиссура»                                                                                             | Кристофер Нолан | Победа              | [ 144 ] [ 145 ] |
| Награды Ассоциации кинокритиков Ванкувера                   | 12 февраля 2024         | «Лучший сценарий»                                                                                              | Кристофер Нолан | Номинация           | [ 144 ] [ 145 ] |
| Награды Ассоциации кинокритиков Ванкувера                   | 12 февраля 2024         | «Лучшая мужская роль»                                                                                          | Киллиан Мерфи | Номинация           | [ 144 ] [ 145 ] |
| Награды Ассоциации кинокритиков Ванкувера                   | 12 февраля 2024         | «Лучшая мужская роль второго плана»                                                                            | Роберт Дауни-младший | Победа              | [ 144 ] [ 145 ] |
| Награды Ассоциации кинокритиков Ванкувера                   | 12 февраля 2024         | «Лучшая женская роль второго плана»                                                                            | Эмили Блант | Номинация           | [ 144 ] [ 145 ] |
| Награды Общества декораторов Америки                        | 13 февраля 2024         | «Лучшие достижения в декоре/дизайне периодического полнометражного фильма»                                     | Клэр Кауфман и Рут де Йонг | Номинация           | [ 146 ] [ 147 ] |
| Награды Общества композиторов и лириков                     | 13 февраля 2024         | «Выдающаяся оригинальная музыкальная композиция для студийного фильма»                                         | Людвиг Йоранссон | Победа              | [ 148 ] [ 149 ] |
| Награды Общества британских киноредакторов Cut Above        | 16 февраля 2024         | «Лучший монтаж одиночной драмы»                                                                                | Дженнифер Лейм | Победа              | [ 150 ]         |
| BAFTA                                                       | 18 февраля 2024         | «Лучший фильм»                                                                                                 | Кристофер Нолан, Чарльз Ровен и Эмма Томас | Победа              | [ 151 ] [ 152 ] |
| BAFTA                                                       | 18 февраля 2024         | «Лучшая режиссура»                                                                                             | Кристофер Нолан | Победа              | [ 151 ] [ 152 ] |
| BAFTA                                                       | 18 февраля 2024         | «Лучший адаптированный сценарий»                                                                               | Кристофер Нолан | Номинация           | [ 151 ] [ 152 ] |
| BAFTA                                                       | 18 февраля 2024         | «Лучшая мужская роль»                                                                                          | Киллиан Мерфи | Победа              | [ 151 ] [ 152 ] |
| BAFTA                                                       | 18 февраля 2024         | «Лучшая мужская роль второго плана»                                                                            | Роберт Дауни-младший | Победа              | [ 151 ] [ 152 ] |
| BAFTA                                                       | 18 февраля 2024         | «Лучшая женская роль второго плана»                                                                            | Эмили Блант | Номинация           | [ 151 ] [ 152 ] |
| BAFTA                                                       | 18 февраля 2024         | «Лучшая операторская работа»                                                                                   | Хойте Ван Хойтема | Победа              | [ 151 ] [ 152 ] |
| BAFTA                                                       | 18 февраля 2024         | «Лучший монтаж»                                                                                                | Дженнифер Лейм | Победа              | [ 151 ] [ 152 ] |
| BAFTA                                                       | 18 февраля 2024         | «Лучший дизайн костюмов»                                                                                       | Эллен Миройник | Номинация           | [ 151 ] [ 152 ] |
| BAFTA                                                       | 18 февраля 2024         | «Лучшая работа художника-постановщика»                                                                         | Рут де Йонг и Клэр Кауфман | Номинация           | [ 151 ] [ 152 ] |
| BAFTA                                                       | 18 февраля 2024         | «Лучший грим и причёски»                                                                                       | Луиза Абель, Джейме Ли Макинтош, Джейсон Хамер и Аху Мофид | Номинация           | [ 151 ] [ 152 ] |
| BAFTA                                                       | 18 февраля 2024         | «Лучшая музыка к фильму»                                                                                       | Людвиг Йоранссон | Победа              | [ 151 ] [ 152 ] |
| BAFTA                                                       | 18 февраля 2024         | «Лучший звук»                                                                                                  | Вилли Д. Бартон, Ричард Кинг, Кевин О’Коннелл и Гэри А. Риццо | Номинация           | [ 151 ] [ 152 ] |
| Награды Гильдии гримёров и парикмахеров                     | 18 февраля 2024         | «Лучший грим персонажей в полнометражном фильме»                                                               | Луиза Абель, Джейсон Хамер, Керрин Джексон и Джейми Лори Хесс | Номинация           | [ 153 ] [ 154 ] |
| People’s Choice Awards                                      | 18 февраля 2024         | «Фильм года»                                                                                                   | «Оппенгеймер» | Номинация           | [ 155 ] [ 156 ] |
| People’s Choice Awards                                      | 18 февраля 2024         | «Драматический фильм года»                                                                                     | «Оппенгеймер» | Победа              | [ 155 ] [ 156 ] |
| People’s Choice Awards                                      | 18 февраля 2024         | «Мужчина-кинозвезда года»                                                                                      | Киллиан Мерфи | Номинация           | [ 155 ] [ 156 ] |
| People’s Choice Awards                                      | 18 февраля 2024         | «Женщина-кинозвезда года»                                                                                      | Флоренс Пью | Номинация           | [ 155 ] [ 156 ] |
| People’s Choice Awards                                      | 18 февраля 2024         | «Звезда драматического фильма года»                                                                            | Киллиан Мерфи | Номинация           | [ 155 ] [ 156 ] |
| People’s Choice Awards                                      | 18 февраля 2024         | «Звезда драматического фильма года»                                                                            | Флоренс Пью | Номинация           | [ 155 ] [ 156 ] |
| «Кино для мира»                                             | 18-19 февраля 2024      | Премия «Голубь» за самый ценный фильм 2024 года                                                                | «Оппенгеймер» | Номинация           | [ 157 ] [ 158 ] |
| Награда Гильдии художников по костюмам                      | 21 февраля 2024         | «Выдающиеся достижения в области периодического кино»                                                          | Эллен Миройник | Номинация           | [ 159 ] [ 160 ] |
| Кинопремия Gold Derby                                       | 21 февраля 2024         | «Лучший фильм»                                                                                                 | Эмма Томас, Чарльз Ровен и Кристофер Нолан | Победа              | [ 161 ] [ 162 ] |
| Кинопремия Gold Derby                                       | 21 февраля 2024         | «Лучшая режиссура»                                                                                             | Кристофер Нолан | Победа              | [ 161 ] [ 162 ] |
| Кинопремия Gold Derby                                       | 21 февраля 2024         | «Лучший адаптированный сценарий»                                                                               | Кристофер Нолан | Победа              | [ 161 ] [ 162 ] |
| Кинопремия Gold Derby                                       | 21 февраля 2024         | «Лучшая мужская роль»                                                                                          | Киллиан Мерфи | Победа              | [ 161 ] [ 162 ] |
| Кинопремия Gold Derby                                       | 21 февраля 2024         | «Лучшая мужская роль второго плана»                                                                            | Роберт Дауни-младший | Победа              | [ 161 ] [ 162 ] |
| Кинопремия Gold Derby                                       | 21 февраля 2024         | «Лучшая женская роль второго плана»                                                                            | Эмили Блант | Номинация           | [ 161 ] [ 162 ] |
| Кинопремия Gold Derby                                       | 21 февраля 2024         | «Лучший ансамбль»                                                                                              | Кейси Аффлек, Дилан Арнольд, Эмили Блант, Кеннет Брана, Джейсон Кларк, Том Конти, Дэвид Дастмалчян, Мэтт Деймон, Джеймс Д’Арси, Дэйн Дехаан, Роберт Дауни-младший, Олден Эренрайк, Тони Голдуин, Джефферсон Холл, Джош Хартнетт, Дэвид Крамхолц, Рами Малек, Мэттью Модайн, Киллиан Мерфи, Гэри Олдмен, Флоренс Пью и Бен Сафди | Победа              | [ 161 ] [ 162 ] |
| Кинопремия Gold Derby                                       | 21 февраля 2024         | «Лучшая операторская работа»                                                                                   | Хойте Ван Хойтема | Победа              | [ 161 ] [ 162 ] |
| Кинопремия Gold Derby                                       | 21 февраля 2024         | «Лучший монтаж фильма»                                                                                         | Дженнифер Лейм | Победа              | [ 161 ] [ 162 ] |
| Кинопремия Gold Derby                                       | 21 февраля 2024         | «Лучший макияж и причёски»                                                                                     | Луиза Абель, Джейсон Хамер, Джейме Ли Макинтош и Аху Мофид | Номинация           | [ 161 ] [ 162 ] |
| Кинопремия Gold Derby                                       | 21 февраля 2024         | «Лучшая оригинальная музыка»                                                                                   | Людвиг Йоранссон | Победа              | [ 161 ] [ 162 ] |
| Кинопремия Gold Derby                                       | 21 февраля 2024         | «Лучший художественный дизайн»                                                                                 | Рут де Йонг и Клэр Кауфман | Номинация           | [ 161 ] [ 162 ] |
| Кинопремия Gold Derby                                       | 21 февраля 2024         | «Лучший звук»                                                                                                  | Ричард Кинг, Гэри А. Риццо, Кевин О’Коннелл и Вилли Д. Бартон | Победа              | [ 161 ] [ 162 ] |
| Кинопремия Gold Derby                                       | 21 февраля 2024         | «Лучшие визуальные эффекты»                                                                                    | Эндрю Джексон, Джакомо Минео, Скотт Р. Фишер и Дэйв Држевецки | Номинация           | [ 161 ] [ 162 ] |
| Награды Общества специалистов по визуальным эффектам        | 21 февраля 2024         | «Выдающиеся визуальные эффекты в фотореалистичном фильме»                                                      | Эндрю Джексон, Майк Чемберс, Джакомо Минео, Дэйв Држевецки и Скотт Р. Фишер | Номинация           | [ 163 ] [ 164 ] |
| Награды Общества специалистов по визуальным эффектам        | 21 февраля 2024         | «Выдающиеся специальные (практические) эффекты в фотореалистичном проекте»                                     | Скотт Р. Фишер, Джеймс Роллинс и Марио Ванильо | Победа              | [ 163 ] [ 164 ] |
| Награды Международной ассоциации музыкальных кинокритиков   | 22 февраля 2024         | «Музыка года»                                                                                                  | «Oppenheimer» (Людвиг Йоранссон) | Номинация           | [ 165 ]         |
| Награды Международной ассоциации музыкальных кинокритиков   | 22 февраля 2024         | «Лучшая оригинальная музыка для драматического фильма»                                                         | «Oppenheimer» (Людвиг Йоранссон) | Победа              | [ 165 ]         |
| Награды Международной ассоциации музыкальных кинокритиков   | 22 февраля 2024         | «Композиция года»                                                                                              | «Can You Hear the Music» (Людвиг Йоранссон) | Номинация           | [ 165 ]         |
| «Сезар»                                                     | 23 февраля 2024         | «Лучший иностранный фильм»                                                                                     | Кристофер Нолан | Номинация           | [ 166 ] [ 167 ] |
| Премия Гильдии киноактёров США                              | 24 февраля 2024         | «Лучший актёрский состав в игровом кино»                                                                       | Кейси Аффлек, Эмили Блант, Кеннет Брана, Мэтт Деймон, Роберт Дауни-младший, Джош Хартнетт, Рами Малек, Киллиан Мерфи и Флоренс Пью | Победа              | [ 168 ]         |
| Премия Гильдии киноактёров США                              | 24 февраля 2024         | «Лучшая мужская роль»                                                                                          | Киллиан Мерфи | Победа              | [ 168 ]         |
| Премия Гильдии киноактёров США                              | 24 февраля 2024         | «Лучшая мужская роль второго плана»                                                                            | Роберт Дауни-младший | Победа              | [ 168 ]         |
| Премия Гильдии киноактёров США                              | 24 февраля 2024         | «Лучшая женская роль второго плана»                                                                            | Эмили Блант | Номинация           | [ 168 ]         |
| Премия Гильдии продюсеров США                               | 25 февраля 2024         | «Лучший театральный фильм»                                                                                     | Эмма Томас, Чарльз Ровен и Кристофер Нолан | Победа              | [ 169 ] [ 170 ] |
| Награды «Dorian»                                            | 26 февраля 2024         | «Визуально яркий фильм года»                                                                                   | «Оппенгеймер» | Номинация           | [ 171 ] [ 172 ] |
| Награды «Dorian»                                            | 26 февраля 2024         | «Режиссёр года»                                                                                                | Кристофер Нолан | Номинация           | [ 171 ] [ 172 ] |
| Награды «Dorian»                                            | 26 февраля 2024         | «Лучшее исполнение в фильме года»                                                                              | Киллиан Мерфи | Номинация           | [ 171 ] [ 172 ] |
| Награды «Dorian»                                            | 26 февраля 2024         | «Лучшее исполнение роли второго плана в фильме года»                                                           | Роберт Дауни-младший | Номинация           | [ 171 ] [ 172 ] |
| Награды «Dorian»                                            | 26 февраля 2024         | «Музыка в фильме года»                                                                                         | Людвиг Йоранссон | Номинация           | [ 171 ] [ 172 ] |
| Награды Общества киноакустики                               | 2 марта 2024            | «Выдающееся достижение в области звукового микширования для кинофильма — живое исполнение»                     | Вилли Д. Бартон, Гэри А. Риццо, Кевин О’Коннелл, Крис Фогель, Тэвиш Грейд, Джек Куччи и Микель Паррага-Уиллс | Победа              | [ 173 ] [ 174 ] |
| Премия USC Scripter                                         | 2 марта 2024            | «Лучшая киноадаптация»                                                                                         | Кай Бёрд, Мартин Шервин и Кристофер Нолан | Номинация           | [ 175 ] [ 176 ] |
| Награда Американской ассоциации монтажёров                  | 3 марта 2024            | «Лучший монтаж полнометражного драматического фильма»                                                          | Дженнифер Лейм | Победа              | [ 177 ] [ 178 ] |
| Награды Американского общества кинооператоров               | 3 марта 2024            | «Лучшая операторская работа»                                                                                   | Хойте Ван Хойтема | Победа              | [ 179 ] [ 180 ] |
| Кинонаграда Golden Reel                                     | 3 марта 2024            | «Выдающиеся достижения в звуковом монтаже — диалог и ADR для художественного фильма»                           | Ричард Кинг, Дэвид Бах, Рассел Фармарко и Альберт Гассер | Победа              | [ 181 ] [ 182 ] |
| Кинонаграда Golden Reel                                     | 3 марта 2024            | «Выдающиеся достижения в области редактирования звука — звуковые эффекты и фоулинг для полнометражного фильма» | Ричард Кинг, Майкл Митчелл, Рэнди Торрес, Кристофер Флик, Дэн О’Коннелл и Джон Куччи | Победа              | [ 181 ] [ 182 ] |
| Кинонаграда Golden Reel                                     | 3 марта 2024            | «Выдающиеся достижения в области монтажа звука — полнометражный фильм»                                         | Аманда Гудпастер, Фелипе Пачеко и Алекс Гибсон | Номинация           | [ 181 ] [ 182 ] |
| Награды Ассоциации онлайн-кино и телевидения                | 3 марта 2024            | «Лучший фильм»                                                                                                 | «Оппенгеймер» | Победа              | [ 183 ] [ 184 ] |
| Награды Ассоциации онлайн-кино и телевидения                | 3 марта 2024            | «Лучший ансамбль»                                                                                              | «Оппенгеймер» | Победа              | [ 183 ] [ 184 ] |
| Награды Ассоциации онлайн-кино и телевидения                | 3 марта 2024            | «Лучший кастинг»                                                                                               | «Оппенгеймер» | Победа              | [ 183 ] [ 184 ] |
| Награды Ассоциации онлайн-кино и телевидения                | 3 марта 2024            | «Лучший дизайн костюмов»                                                                                       | «Оппенгеймер» | Номинация           | [ 183 ] [ 184 ] |
| Награды Ассоциации онлайн-кино и телевидения                | 3 марта 2024            | «Лучший макияж и причёска»                                                                                     | «Оппенгеймер» | Номинация           | [ 183 ] [ 184 ] |
| Награды Ассоциации онлайн-кино и телевидения                | 3 марта 2024            | «Лучший художественный дизайн»                                                                                 | «Оппенгеймер» | Номинация           | [ 183 ] [ 184 ] |
| Награды Ассоциации онлайн-кино и телевидения                | 3 марта 2024            | «Лучший звук»                                                                                                  | «Оппенгеймер» | Победа              | [ 183 ] [ 184 ] |
| Награды Ассоциации онлайн-кино и телевидения                | 3 марта 2024            | «Лучшие звуковые эффекты»                                                                                      | «Оппенгеймер» | Победа              | [ 183 ] [ 184 ] |
| Награды Ассоциации онлайн-кино и телевидения                | 3 марта 2024            | «Лучшие визуальные эффекты»                                                                                    | «Оппенгеймер» | Номинация           | [ 183 ] [ 184 ] |
| Награды Ассоциации онлайн-кино и телевидения                | 3 марта 2024            | «Лучший постер к фильму»                                                                                       | «Оппенгеймер» | Победа              | [ 183 ] [ 184 ] |
| Награды Ассоциации онлайн-кино и телевидения                | 3 марта 2024            | «Лучшая режиссура»                                                                                             | Кристофер Нолан | Победа              | [ 183 ] [ 184 ] |
| Награды Ассоциации онлайн-кино и телевидения                | 3 марта 2024            | «Лучший адаптированный сценарий»                                                                               | Кристофер Нолан | Победа              | [ 183 ] [ 184 ] |
| Награды Ассоциации онлайн-кино и телевидения                | 3 марта 2024            | «Лучшая мужская роль»                                                                                          | Киллиан Мерфи | Второе место        | [ 183 ] [ 184 ] |
| Награды Ассоциации онлайн-кино и телевидения                | 3 марта 2024            | «Лучшая мужская роль второго плана»                                                                            | Роберт Дауни-младший | Победа              | [ 183 ] [ 184 ] |
| Награды Ассоциации онлайн-кино и телевидения                | 3 марта 2024            | «Лучшая женская роль второго плана»                                                                            | Эмили Блант | Номинация           | [ 183 ] [ 184 ] |
| Награды Ассоциации онлайн-кино и телевидения                | 3 марта 2024            | «Лучшая операторская работа»                                                                                   | Хойте Ван Хойтема | Победа              | [ 183 ] [ 184 ] |
| Награды Ассоциации онлайн-кино и телевидения                | 3 марта 2024            | «Лучший монтаж фильма»                                                                                         | Дженнифер Лейм | Победа              | [ 183 ] [ 184 ] |
| Награды Ассоциации онлайн-кино и телевидения                | 3 марта 2024            | «Лучшая оригинальная музыка»                                                                                   | Людвиг Йоранссон | Победа              | [ 183 ] [ 184 ] |
| Награды Ассоциации онлайн-кино и телевидения                | 3 марта 2024            | «Самый кинематографичный момент»                                                                               | Испытание «Тринити» | Победа              | [ 183 ] [ 184 ] |
| Награды Ассоциации онлайн-кино и телевидения                | 3 марта 2024            | «Лучший трейлер фильма»                                                                                        | Трейлер № 1 | Второе место        | [ 183 ] [ 184 ] |
| «Спутник»                                                   | 3 марта 2024            | «Лучший фильм»                                                                                                 | «Оппенгеймер» | Победа              | [ 185 ]         |
| «Спутник»                                                   | 3 марта 2024            | «Лучший актёрский состав — кинофильм»                                                                          | «Оппенгеймер» | Победа              | [ 185 ]         |
| «Спутник»                                                   | 3 марта 2024            | «Лучшая режиссёрская работа»                                                                                   | Кристофер Нолан | Победа              | [ 185 ]         |
| «Спутник»                                                   | 3 марта 2024            | «Лучший адаптированный сценарий»                                                                               | Кристофер Нолан | Номинация           | [ 185 ]         |
| «Спутник»                                                   | 3 марта 2024            | «Лучшая мужская роль — кинофильм»                                                                              | Киллиан Мерфи | Победа              | [ 185 ]         |
| «Спутник»                                                   | 3 марта 2024            | «Лучшая мужская роль второго плана — кинофильм»                                                                | Роберт Дауни-младший | Номинация           | [ 185 ]         |
| «Спутник»                                                   | 3 марта 2024            | «Лучшая женская роль второго плана — кинофильм»                                                                | Эмили Блант | Номинация           | [ 185 ]         |
| «Спутник»                                                   | 3 марта 2024            | «Лучшая операторская работа»                                                                                   | Хойте Ван Хойтема | Номинация           | [ 185 ]         |
| «Спутник»                                                   | 3 марта 2024            | «Лучший монтаж»                                                                                                | Дженнифер Лейм | Номинация           | [ 185 ]         |
| «Спутник»                                                   | 3 марта 2024            | «Лучшая художественная режиссура и дизайн постановки»                                                          | Рут де Йонг и Клэр Кауфман | Номинация           | [ 185 ]         |
| «Спутник»                                                   | 3 марта 2024            | «Лучший дизайн костюмов»                                                                                       | Эллен Миройник | Номинация           | [ 185 ]         |
| «Спутник»                                                   | 3 марта 2024            | «Лучшая музыка к фильму»                                                                                       | Людвиг Йоранссон | Номинация           | [ 185 ]         |
| «Спутник»                                                   | 3 марта 2024            | «Лучший звук»                                                                                                  | Вилли Д. Бартон, Ричард Кинг, Кевин О’Коннелл и Гэри А. Риццо | Номинация           | [ 185 ]         |
| «Спутник»                                                   | 3 марта 2024            | «Лучшие визуальные эффекты»                                                                                    | Дэйв Држевецки, Скотт Р. Фишер, Эндрю Джексон и Джакомо Минео | Номинация           | [ 185 ]         |
| Награды Artios                                              | 7 марта 2024            | «Выдающиеся достижения в кастинге крупнобюджетного фильма (драмы)»                                             | Джон Папсидера | Номинация           | [ 186 ]         |
| Награды Международной гильдии кинооператоров                | 8 марта 2024            | Премия Максвелла Вайнберга в категории «Рекламная кампания фильма»                                             | «Оппенгеймер» | Номинация           | [ 187 ] [ 188 ] |
| «Оскар»                                                     | 10 марта 2024           | «Лучший фильм»                                                                                                 | Кристофер Нолан, Эмма Томас и Чарльз Ровен | Победа              | [ 189 ]         |
| «Оскар»                                                     | 10 марта 2024           | «Лучшая режиссура»                                                                                             | Кристофер Нолан | Победа              | [ 189 ]         |
| «Оскар»                                                     | 10 марта 2024           | «Лучшая мужская роль»                                                                                          | Киллиан Мерфи | Победа              | [ 189 ]         |
| «Оскар»                                                     | 10 марта 2024           | «Лучшая мужская роль второго плана»                                                                            | Роберт Дауни-младший | Победа              | [ 189 ]         |
| «Оскар»                                                     | 10 марта 2024           | «Лучшая женская роль второго плана»                                                                            | Эмили Блант | Номинация           | [ 189 ]         |
| «Оскар»                                                     | 10 марта 2024           | «Лучший адаптированный сценарий»                                                                               | Кристофер Нолан | Номинация           | [ 189 ]         |
| «Оскар»                                                     | 10 марта 2024           | «Лучшая операторская работа»                                                                                   | Хойте Ван Хойтема | Победа              | [ 189 ]         |
| «Оскар»                                                     | 10 марта 2024           | «Лучший дизайн костюмов»                                                                                       | Эллен Миройник | Номинация           | [ 189 ]         |
| «Оскар»                                                     | 10 марта 2024           | «Лучший монтаж»                                                                                                | Дженнифер Лейм | Победа              | [ 189 ]         |
| «Оскар»                                                     | 10 марта 2024           | «Лучший грим и причёски»                                                                                       | Луиза Абель | Номинация           | [ 189 ]         |
| «Оскар»                                                     | 10 марта 2024           | «Лучшая музыка к фильму»                                                                                       | Людвиг Йоранссон | Победа              | [ 189 ]         |
| «Оскар»                                                     | 10 марта 2024           | «Лучшая работа художника-постановщика»                                                                         | Рут де Йонг и Клэр Кауфман | Номинация           | [ 189 ]         |
| «Оскар»                                                     | 10 марта 2024           | «Лучший звук»                                                                                                  | Вилли Д. Бартон, Ричард Кинг, Гэри А. Риццо и Кевин О’Коннелл | Номинация           | [ 189 ]         |
| «Бодиль»                                                    | 16 марта 2024           | «Лучший фильм на английском языке»                                                                             | Кристофер Нолан | Номинация           | [ 190 ]         |
| Премия Гильдии сценаристов США                              | 14 апреля 2024          | «Лучший адаптированный сценарий»                                                                               | Кристофер Нолан | Номинация           | [ 191 ]         |
| Ирландская премия в области кино и телевидения              | 20 апреля 2024          | «Лучший международный фильм»                                                                                   | «Оппенгеймер» | Победа              | [ 192 ]         |
| Ирландская премия в области кино и телевидения              | 20 апреля 2024          | «Лучшая мужская роль»                                                                                          | Киллиан Мерфи | Победа              | [ 192 ]         |
| Ирландская премия в области кино и телевидения              | 20 апреля 2024          | «Лучшая мужская роль второго плана»                                                                            | Кеннет Брана | Номинация           | [ 192 ]         |
| Награды Сан-Жорди                                           | 24 апреля 2024          | «Лучший актёр в иностранном фильме»                                                                            | Киллиан Мерфи | Победа              | [ 193 ]         |
| Международная премия Гильдии менеджеров по локациям         | 24 августа 2024         | «Выдающаяся кинокомиссия»                                                                                      | Киноофис Нью-Мексико | Номинация           | [ 194 ] [ 195 ] |
| Международная премия Гильдии менеджеров по локациям         | 24 августа 2024         | «Выдающиеся локации в художественном фильме»                                                                   | Джастин Дункан, Деннис Мускари, Пэтти Кэри-Пераццо и Т.К. Таунсен | Победа              | [ 194 ] [ 195 ] |
| «Золотой петух»                                             | 16 ноября 2024          | «Лучший иностранный фильм»                                                                                     | «Оппенгеймер» | Победа              | [ 196 ]         |

## Комментарии
1. ↑  Даты вручения наград и проставления номинаций указаны в хронологическом порядке.
2. 1 2 3  В паре с Райаном Гослингом за фильм «Барби».
3. 1 2 3 4  Эта премия не имеет одного победителя, а присуждается нескольким фильмам.
4. ↑  Совместно с Тоддом Хейнсом за фильм «Май декабрь».
5. ↑  Совместно с Кодзи Якусё за фильм «Идеальные дни».
6. ↑  Разделил с Чарльзом Мелтоном за фильм «Май декабрь» и Марком Руффало за фильм «Бедные-несчастные».
7. ↑  Совместно с фильмами «Джон Уик 4», «Убийцы цветочной луны» и «Человек-паук: Паутина вселенных».
8. ↑  Совместно с актёрским составом фильма «Барби».
9. ↑  Совместно с Робертом Де Ниро за фильм «Убийцы цветочной луны», Гленном Хоуэртоном за фильм «Кто убил BlackBerry» и Чарльзом Мелтоном за фильм «Май декабрь».
10. ↑  В паре с Гленном Хоуэртоном за фильм «Кто убил BlackBerry».
11. ↑  В паре с Кордом Джефферсоном[англ.] за фильм «Американское чтиво».
12. ↑  Совместно с фильмом «Создатель».
13. ↑  Совместно с Александром Пэйном за фильм «Оставленные».
14. ↑  Совместно с Полом Джаматти за фильм «Оставленные».